# Urartu
Urartu (asszír: Uruatri, Urarṭu, Urdḫu, Urardḫu, urartui nyelven: Biai[-nili] vagy Nairi, babiloni Uraštu, örményül: Ուրարտու, Owɹaɹtou, Owɹaɹdou, ejtsd Vourartu) ókori transzkaukázusi államalakulat az Örmény-felföldön, az i. e. 9–6. század között, amelynek megalakulását, virágzását és pusztulását az Újasszír Birodalom agresszív terjeszkedő politikájából adódó fenyegetettség idézte elő. A Kaukázus történetének rendkívül fontos periódusát képviseli, mivel ekkor alakult ki az örmény nép, amely Örményország közvetlen elődjének tekinti Urartut, valamint a kartvéliek megjelenése is e korra datálható.
Mintegy két évszázados léte alatt folytonosan az asszírokkal háborúzott délen, eközben királyai nagyszabású hódító hadjáratokat vezettek északon egészen a Kaukázusig, később keleten Irán felé és nyugaton Anatólia felé is. Az i. e. 8. század első felében egyenrangú ellenfele volt Asszíriának, majd egy gyengébb periódus következett, a kimmerek megjelenése gyengítette meg, és az asszír–szkíta szövetség pecsételte meg sorsát. A hanyatlás II. Rusza idején újabb, de rövid virágkorba fordult, végül a médek önállósodásával, megerősödésével, és a méd–babiloni szövetség létrejöttével Urartu a Méd Birodalom részévé vált.

## Etimológia és nevek
Urartu névetimológiája megegyezik a bibliai Araráttal (’arārāt). Az urartu megnevezés asszír eredetű, és az Örmény-felföldre vonatkozik a Van-tó és a Szeván-tó között, ezért feltehetőleg a hegy kapta a nevét Urarturól, és nem fordítva. Első említései az i. e. 13. század első felében az asszír évkönyvekben Uruatri formájúak. Az Urartu név tulajdonképpen asszír geográfiai terminológia, nem helyi és nem politikai. Az asszírok Urartu vagy Nairi földjének, illetve Urartu és Nairi királyságának nevezték a területet. A helyiek Biainili vagy Nairi királyságról beszéltek. Az Urartu név azért maradt meg a köztudatban és a tudományos megnevezésben is, mert eredetileg minden Urartura vonatkozó adatunk az asszír forrásokból származott.
A Biainili vagy Biaineli név már az i. e. 2. évezred végén létezett. A Nairi országnév első említései az i. e. 8. századból származnak, de a nairi vidék kifejezés egyidős az uruatrival. A „Nairi királyságok” közül első a felsorolásban Uruatri. A nairi nép a Van-tó környékén élő vaskori népesség. Urartu főistene – Khaldi – neve után Carl Friedrich Lehmann-Haupt a 20. század elején úgy vélte, hogy a nép ḫaldieinek nevezte magát. Erre ugyan azóta sincs konkrét bizonyíték, de az istennév így is kapcsolatot teremt Khalitu (később Khaldia), a „hegyi kháldeusok” (ógörög khalüpsz) és az urartuiak között.

## Földrajza
Urartu egykori területén ma Törökország, Örményország, Irak és Irán osztozik, legnagyobb része Törökországban található, Irakban csak a déli perem.
Az urartui állam központja a hurrik által lakott területen, a sós vizű Van-tó, a Szeván-tó és az Urmia-tó által alkotott háromszögben, a ma Örmény-felföldnek nevezett térségben feküdt. Az állam kiterjedése gyakran és nagy mértékben változott, legmesszebb keleten az iráni Ardabil környékéig (körülbelül 850 km), nyugaton az Eufráteszig, északon a törökországi Çıldır-tóig, a mai Ardahan közelében (Ardahan tartományban, mintegy 500 km) terjedt. Anatóliától a Pontoszi-hegység és az Eufrátesz folyó völgye választja el, a természetes határt nagyjából az Eleşkirt (Alaškert, urartui Lusza, Altıntepe) térség déli hegylábai alkotják. Délen az Örmény Taurosz hegyvidéke, északon a nyugatra folyó Murat (urartui Arzašku, görög Arszaniasz, ma Aracani) – az Eufrátesz mellékfolyója – és a keleti irányban folyó Araksz – a Kuras mellékfolyója – völgye határolja. Időnként határfolyóvá vált a Kuras, az Eufrátesz alsóbb szakaszai, sőt a Halüsz és a Tigris is. Az Araksz legtöbbször Urartu belsejében folyt, és a túloldalán a Kis-Kaukázus alkotta a természetes határt. Időlegesen mezopotámiai területeket is elfoglalt, mint a Dijála völgye, a korábbi Mitanni központja. Az Örmény Taurosz hágói és az Eufrátesz völgyének felső szakasza Urartu számára biztosította az összeköttetést Mezopotámia államaival, így Babilonnal és Asszíriával is. E kereskedelmi útvonalak ellenőrzése létfontosságú volt mind Asszíria, mind Urartu szempontjából, ezért volt a legtöbb konfliktus.
A főváros, Tuspa a Van-tó keleti partján épült fel. A területre – felföld lévén – jellemző, hogy szinte minden oldalról hegyek határolják, így nehéz megközelíteni. Az Araksz völgye azonban egy termékeny síkságra, az Ajrarati-alföldre vezet, ahol az öntözéses földművelés korán megindulhatott. Déli szomszédjával, Asszíriával vívott háborúi során mindig vagy nyugatról – Szíria felől –, vagy keletről – az Alborz déli vidékéről – kerültek egymás oldalába a hadseregek. Bár Mezopotámiával közvetlen földrajzi összeköttetés is volt a Nagy-Záb és a Bohtan folyók délre nyitott völgyeiben, ezek az útvonalak könnyen védhetőek voltak. Hasonló hágók vezettek a Fekete-tenger felé is, így a pontoszvidék és Kulkha (Kolkhisz) is elérhető volt.

## Társadalma

### Uralkodók, nemesek
Urartu uralkodóiról viszonylag kevés információval rendelkezünk. Ezek egyrészt az asszír krónikák, évkönyvek és egyéb epigráfiák, másrészt a saját felirataik, elsősorban sztéléken, emlékköveken. Mindkét elsődleges forrás elfogult, ezért óvatosan kezelendők mind az asszírok Urartu jelentőségét csökkentő fogalmazásai, mind „a világmindenség királya” címet viselő urartui királyok saját közlései. Emellett sokszor nehezen értelmezhetők, illetve hiányosak is, mivel nem az utókort érdeklő kérdésekről beszélnek, hanem a maguk által fontosnak ítélteket emelik ki. Az urartui királyok – bár az államot asszír mintára szervezték meg, majd az asszírok szervezték át a sajátjukat urartuira – nem vezettek évkönyveket és nem voltak limmujaik, így kronológiájuk is esetleges, teli hiányosságokkal és bizonytalanságokkal.
Az bizonyos, hogy központosított kormányzati rendszerük a maga nemében az első, olyan hatékony volt, hogy az asszírok is átvették. I. e. 714-ig a szakrális értelemben legfontosabb területük Muszaszir volt, az itt lévő város volt az urartui királyok koronázási városa, hasonlóan Asszíriához, ahol viszont Assur töltötte be ugyanezt a funkciót. I. e. 714-ben Sarrukín kifosztotta és lerombolta a várost, a területet annektálta, ettől kezdve az Urartu belsejében II. Rusza alatt felépített új kultuszközpontok vették át a helyét.
Ezek mellett a törzsi hagyományok is nagy szerepet játszottak az országban. A királyi hatalom alapja egyfajta szakralitás volt, amelyet a származás legitimált. A királyi nemesség valószínűleg a korábbi nemzetségi vezetők leszármazottainak köréből került ki (helyi előkelőségek, törzsfők, fejedelmek, fejedelmi kíséretek), amelyhez a katonai és hivatalnoki nemesség csatlakozott. A katonai nemesség jelentőségét az adta, hogy a gazdagok privilégiumaihoz tartozó harci szekeres és lovassági fegyvernemet kizárólag ők alkották. A kiváltságosok rétegének fontos eleme a papi csoport, a templomok és a papság birtokai a jelek szerint túlszárnyalták a legtöbb más előkelőség vagyonát.
Az állam szervezete és a diplomácia kezdetben nagyon archaikus volt, erősen Mitannira emlékeztet, éppúgy mint a közigazgatási adminisztráció és a szociális viszonyok. Mintegy másfél évszázaddal Mitanni bukása után a Van környékén már apró hurri fejedelemség alakult ki, amely azonban nem feltétlenül közvetlenül Mitanni utódja, hiszen Hajasa-Azzi és Isuva is hurri királyság volt a megelőző században. A törzsi-nemzetségi szervezet és Mitanni szerkezetének keveredése hozta létre az urartui államot.

### Kézművesek, parasztok
Az Örmény-felföld gazdasági szerepének kezdete az i. e. 2. évezred végére tehető, amikor a vasolvasztás technológiájának meghonosodásával megkezdhették a környék gazdag vaslelőhelyeinek kiaknázását, az érc helyi feldolgozását, a szerszám és fegyvergyártást. Ebben a korban bomlott fel az ősközösségi és faluközösségi rendszer, a rendszeres távolsági kereskedelem révén megkezdődött a vagyon felhalmozása, ezzel párhuzamosan a helyi politikai hatalom kialakulása. A vas- és rézércek „nagyüzemi” bányászata szükségszerűvé tette nagyszabású hadjáratok indítását, amelyekben a törzsfők és fejedelmek hadifoglyokat, azaz rabszolgákat szerezhettek.
Az urartui élelemtermelés legkorábban alapvetően transzhumáló állattenyésztésből állt. A mezőgazdaság elterjedéséhez először vízvezetékhálózat építésére volt szükség, mert a terület nem gazdag vízben, sem talajvízben, sem esővízben, legfeljebb a hegyi patakok vizét hasznosíthatták. Menua idején nagyszabású csatornaépítés vette kezdetét, amelynek eredménye a ma is működő Szemiramisz-csatorna, amely Tuspát látta el ivó- és öntözővízzel. Ezek a vezetékek már a római csatornák közvetlen őseinek tekinthetők, hozzájuk hasonlóan falazatra emelt kővályú szállította a vizet, amely kisebb-nagyobb terepegyenetlenségeket is leküzdött. Két-három párhuzamos kőfalat emeltek, amelyet a ferde külső felén vízzáró habarccsal, általában agyaggal tömítettek. A technikát átvették az Akhaimenidák, később a rómaiak is. A töltések és víztározók egy része még látható.
A szabad parasztok, kézművesek és iparosok a hadseregben a gyalogságot alkották. Kezdetben túlnyomó részük pásztor volt, később szabad paraszt. A szabad parasztok egyéni földtulajdonnal is rendelkezhettek, de a földek egy részét és az új hódítmányok földjeit a király birtokolta. Az elfoglalt területeken általában gyorsan megindult a népesítés, mivel a mezőgazdasági terményekből szinte mindig hiány volt, szükség volt az új területek minél gyorsabb művelés alá vételére. Ennek ellenére nem alakult ki a korábban nagyon jellegzetes palotagazdasági rendszer, az uralkodók annyi terményadót szedtek be, amennyi az udvartartás ellátására kellett, redisztribúciónak csak halvány nyoma van a helyőrségek lakosságánál, ahol a lakóházak környékén nem tartottak állatokat és nem volt kertművelés sem. Ezek a városlakók minden bizonnyal közvetlenül a királyi raktárakból kapták az ellátmányukat. A rabszolgák általában a faluközösség tulajdonában voltak. A kézművesek egy része közvetlenül a helytartósági, helyőrségi csapatok részére dolgozott, és raktárra termeltek, hogy szükség esetén felhasználható legyen.
Az alsóbb rétegek házaiban bútorok alig voltak, használati eszközeik fából és csontból faragott háziipari termékek. Két malomköves kézi gabonaőrlőjük és mozsaraik, valamint vasélű sarlóik általában voltak. A paraszti lakások egy része egyszerű földbe ásott verem volt, amelynek kéménye se volt, a füst a bejáraton távozott.

### Hadsereg és fegyverzet

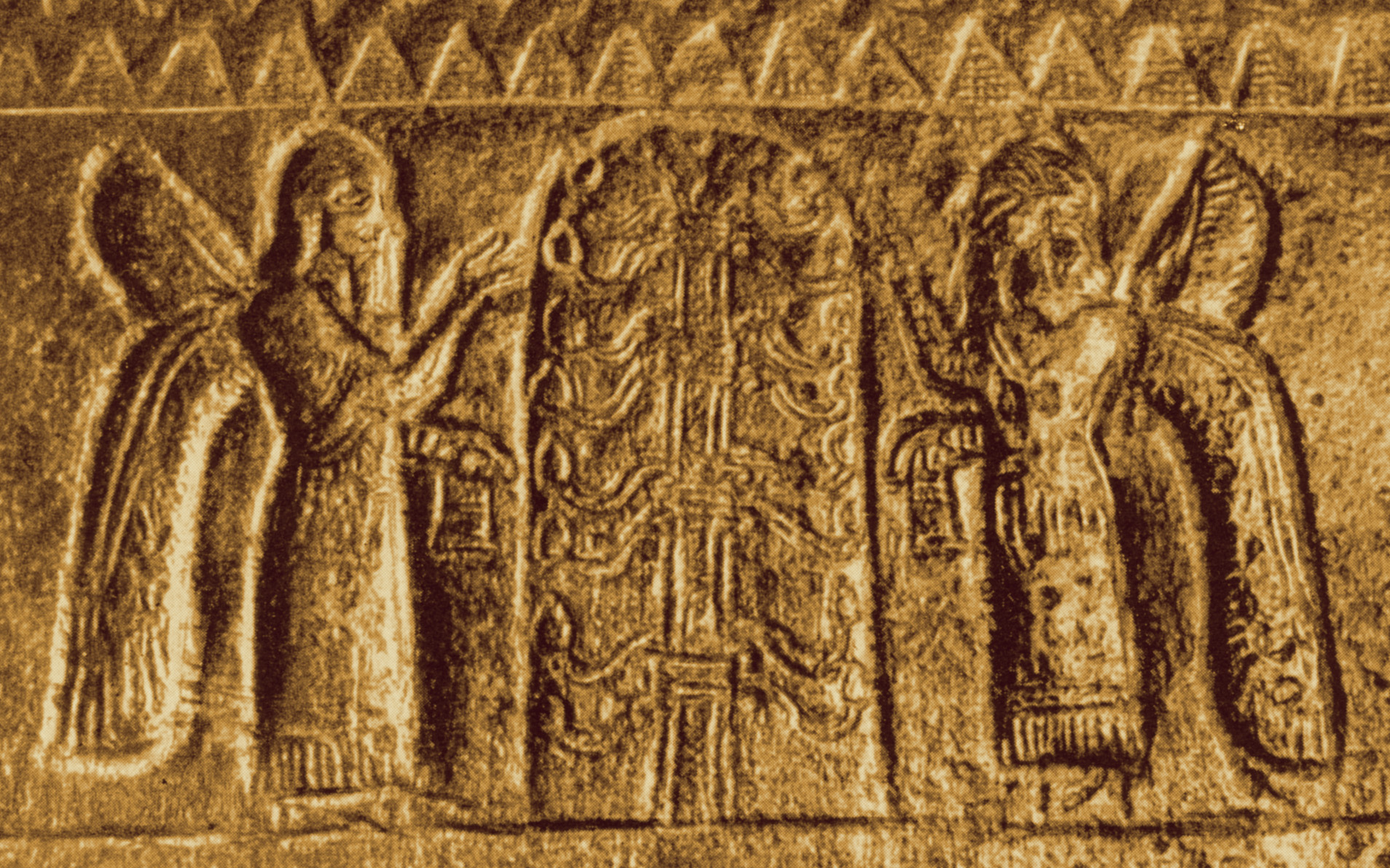
Urartui csúcsos sisak részlete (Teisebaini, II. Szarduri sisakja)

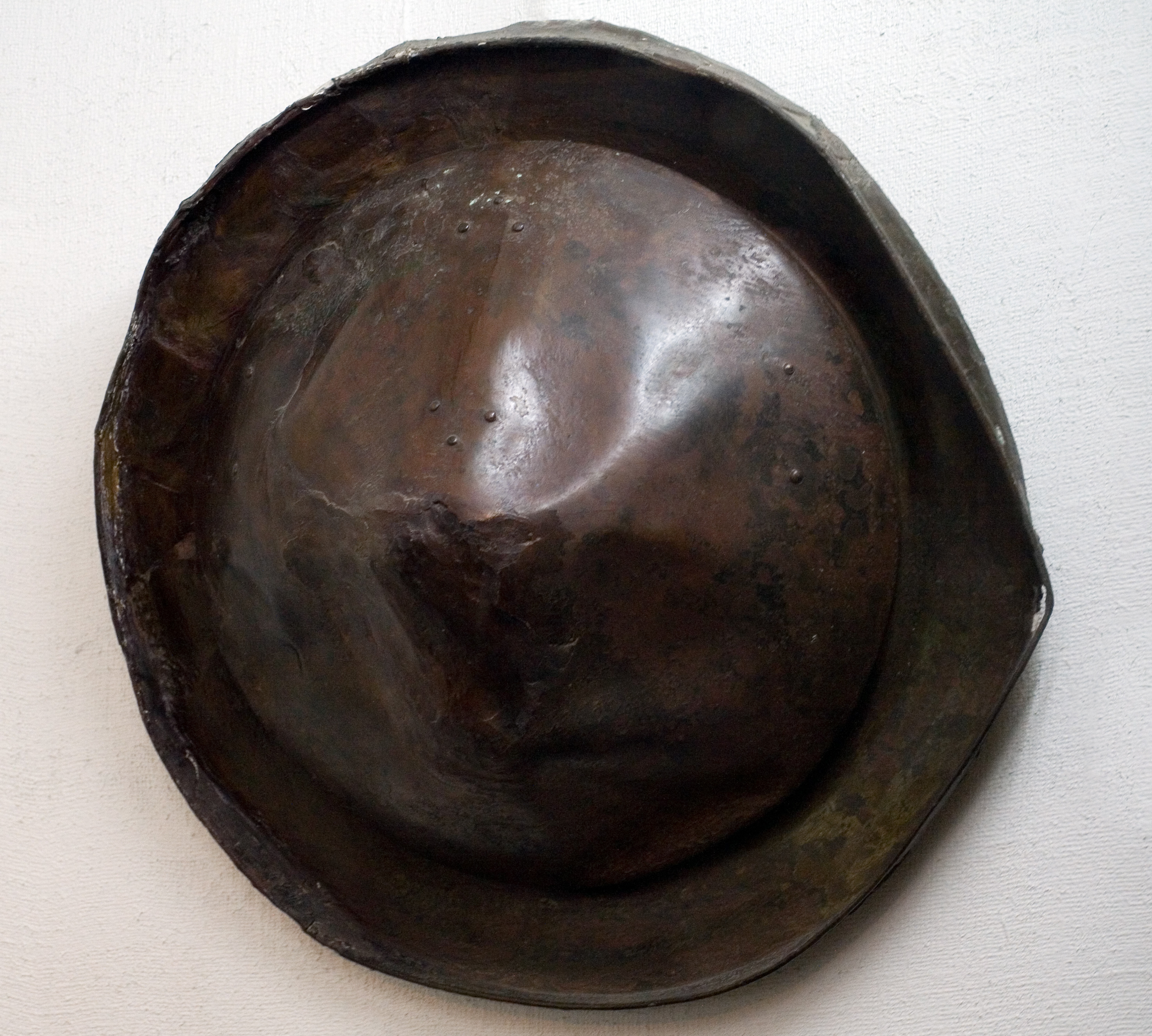
Urartui bronzpajzs

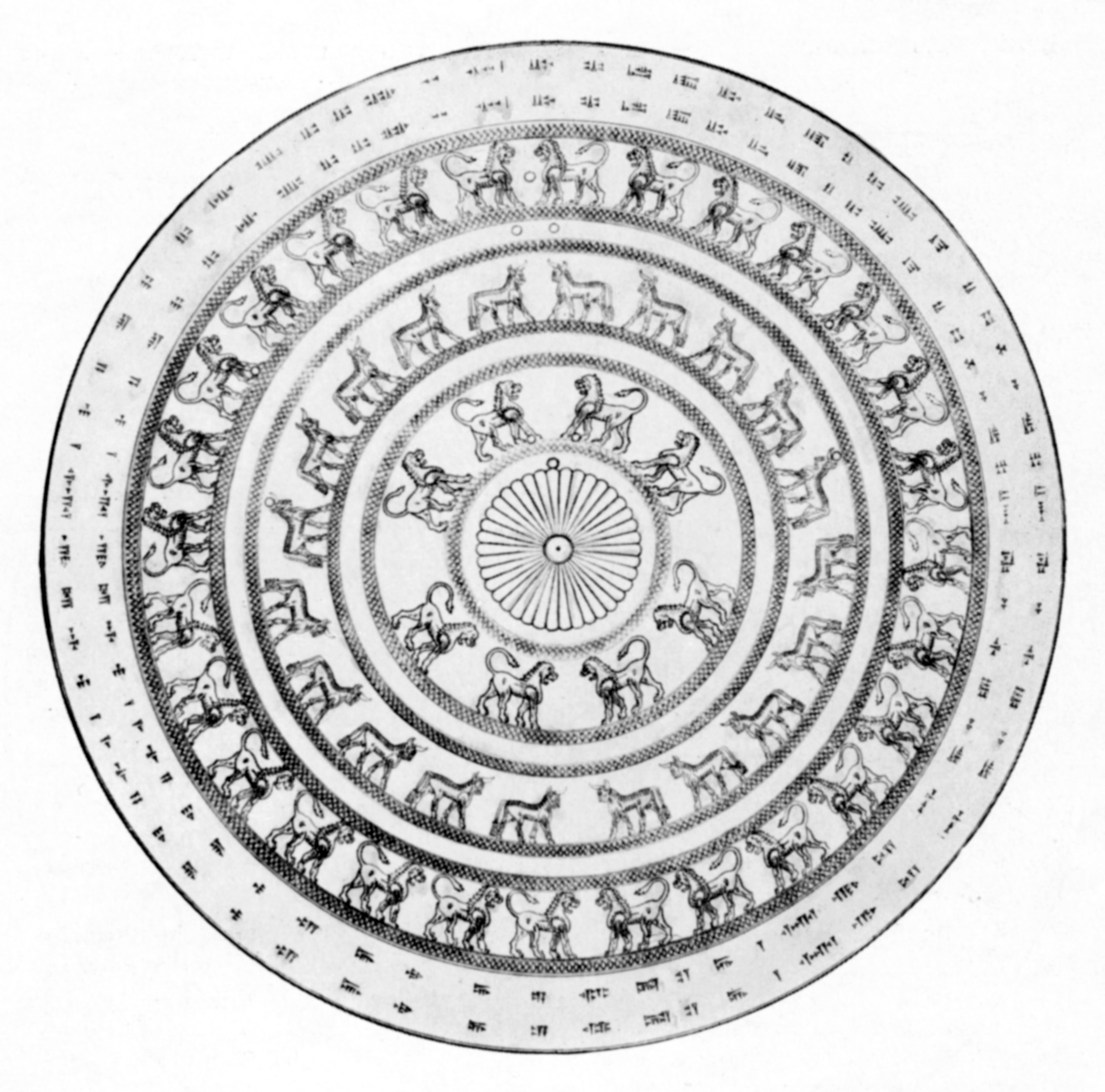
Urartui pajzs díszítése

Az urartui hadsereg fegyverzetére nézve időben az első információ III. Sulmánu-asarídu Imgur-Ellilben épített templomkapuján található, ahol domborműveken ábrázolták őket. Tarajos sisakokat, övvel leszorított hosszú inget viseltek, egyenes rövidkardot és kis méretű, kerek pajzsot használtak. Ez a fegyverzet a hettitákhoz hasonló, leszámítva a rövidkardot, ami inkább a tengeri népek jellemzője volt. Íjászaik is voltak, de nem túl nagy számban, és főleg védelemben alkalmazták ezt a fegyvernemet a sáncok, várfalak védelmére. Ez a fegyverzet és taktika a pregörög, illetve korai görög államokra is jellemző, amilyent a trójai háborúból ismerünk. Az íjászok náluk is alárendelt szerepet játszottak, sőt a későbbi görög harcászatból teljesen ki is veszett.
A hatalma csúcsán álló Urartuban Menua vezette be az asszír mintájú harceszközöket, ettől kezdve bronzsisakot, lemezpáncélt, és nagy méretű, kerek pajzsokat használtak. I. Argisti valószínűleg még tovább ment a haderő korszerűsítésében, az ő idejéből származnak az első utalások a harci szekér alkalmazásáról, bár valószínűleg már korábban is használták. A harci szekeret a gišGIGIR jelekkel írták, ahogyan szinte minden ékírást használó nép. Vagyis a „fából készült tárgy” értelmű determinatívumot, és az akkád narkabtu olvasatú sumer ideogramot. A gišsuri és giššurgi nevű – az írásmódból következően fából készült – harceszköz mibenléte kérdéses. Ettől kezdve ezek az „arisztokratikus fegyvernemek” (harci szekér, lovasság) játszották a döntő szerepet, csakúgy, mint néhány évszázaddal korábban a Hettita Birodalom hadseregében, és a kortárs Asszíriáéban is. Argisti nagyon sok embert telepített át különböző tartományokból Urartu központjába, ezek egy része, valamint a hadifoglyok egy része is a gyalogsághoz kerülhetett.
A hadsereg szerkezetileg az időlegesen harcoló szabad rétegekből állt, akik csak háború idején fogtak fegyvert. Mindenki az anyagi lehetőségeinek megfelelően fegyverkezett fel, így került automatikusan a megfelelő fegyvernembe. Egyes településeken nagy raktárakat fedeztek fel, amelyekben harceszközöket halmoztak fel, talán ezek a legszegényebb rétegek felfegyverzését is szolgálták, de nagyrészt a helyőrségi raktárkészlet lehet. Viszonylag kisebb jelentőségűek voltak a helyőrségek, várak, erődök állandó csapatai, amelyek a rendfenntartást és az adóbehajtást és az állandó védelmet egyszerre szolgálták. Ezeknek minden erődben külön gabona-, fegyver- és takarmányraktáraik, kézművesműhelyeik és borpincéik voltak.
Teisebainiben egy ilyen raktárban 20-nál több sisakot találtak. Köztük van egy, amelynek felirata „Szarduri, Argisti fia felajánlja e sisakot Khaldi istennek”. Ez a sisak tehát II. Szarduri csúcsos harci sisakja. A sisakok egyformák, a királyi példányon is csak a felirat és a bevésett kép az eltérés a többitől. Elképzelhető, hogy ezek mindegyike díszítő célzatú, mert az anyaguk meglehetősen vékony. Épp úgy, mint az ugyanitt fellelt 70–100 cm átmérőjű bronzpajzsoké. Vékony lemezből poncolással és trébeléssel alakították ki őket. Díszítésük koncentrikus körökbe osztott, ismétlődő figurális – oroszlán, bika – ábrázolásokból áll. A képeket valamilyen minta után egyenként vésték ki. II. Sarrukín asszír király ilyen kinézetű pajzsokat zsákmányolhatott Muszaszirből, ám mind a hat darab színaranyból volt, és darabonként 6,5 kg-ot nyomtak.

## Története

### Előtörténete
A régészet eredményei alapján a területen már az i. e. 3. évezredben önálló kultúrájú népesség lakott, ezek a sengavit-típusú földműves települések. Az i. e. 2. évezred folyamán átmeneti jellegű területté vált a déli mezopotámiai és az északi kurgán-kultúra, majd trialeti kurgán-kultúra között. Ekkor többek közt a babiloni tőr, az asszír bronzkard, a harci szekér használata terjedt, ugyanakkor a belső-ázsiaiak, a gerendaépítményes sírok kultúrája és az andronovói kultúra által is használt fejszetípus, a nyélnyújtványos fejsze is megjelent. Széles körben terjedt az elari kerámia, ami a folyamközi és az elámi edények változata, ugyanakkor a Transzkaukáziából származó obszidiánt nagy mennyiségben használták Mezopotámiában és Elámban. Az Örmény-felföld települései ez időben kőházas falvak, amelyeket óriási kőtömbökből épített, úgynevezett cyclopikus (küklopikus) várfalak vesznek körül, vagy veremházas települések fal nélkül. A falvak lakói öntözéses földművelést, kertművelést folytattak, szőlőt termesztettek – ami Urartu korában is nagyon fontos termék maradt.
Az i. e. 2. és 1. évezred fordulóján legelőváltó és transzhumáló állattenyésztő népek éltek itt. Fontos volt a lótenyésztés, bronzzabláik alapján a lovakat már nem csak befogták a szekerek elé, de lovagoltak is. A legkorábbi történetük során először Mitanni befolyási övezetébe tartoztak, majd a terület egy része I. Szuppiluliumasz hettita király idejétől a Hettita Birodalomhoz is tartozott. Szuppiluliumasz után egy évszázaddal már az asszírokkal kerültek közelebbi kapcsolatba. A népesség egy része az i. e. 14. századtól hurrizálódott, csakúgy mint a hettiták. A népesség nagyrészt hurri, vagy hurrizálódott hettita, muskhi, kaska. Mitanni végleges elpusztítása valószínűleg I. Sulmánu-asarídu nevéhez fűződik, talán II. Sattuara népének egy része elkerülte a hurri holokausztot, és északra menekülve folytatta életét a Van-tó délkeleti részétől az Urmiáig.
A hettita állam megszűnte után jött el a lehetőség önálló berendezkedésű államok létrejöttére, amelyek közül legfontosabb Hajasa volt, a hajok állama. Urartu törzsterületeit, és később az örmény népet Hajasa, Muszaszir, Supria és Arme egyesülése hozta létre az i. e. 11. század és az i. e. 9. század között. Az „Ararát Királyság” (azaz Urartu) és Arme képezi a későbbi Armenia állam alapját. Muszaszir kultikus jelentőségű. Az urartui népesség – örmény – pedig a mai napig „haj”-nak nevezi magát, az országot pedig Hajasztánnak. Az állammá szerveződés magja azonban Arzasku volt, az Arzašku folyótól a Felső-Nairiig (Van-tó) terjedő fejedelemség, amelyben a hurrik alkothatták a többséget.

### Az állam létrejötte

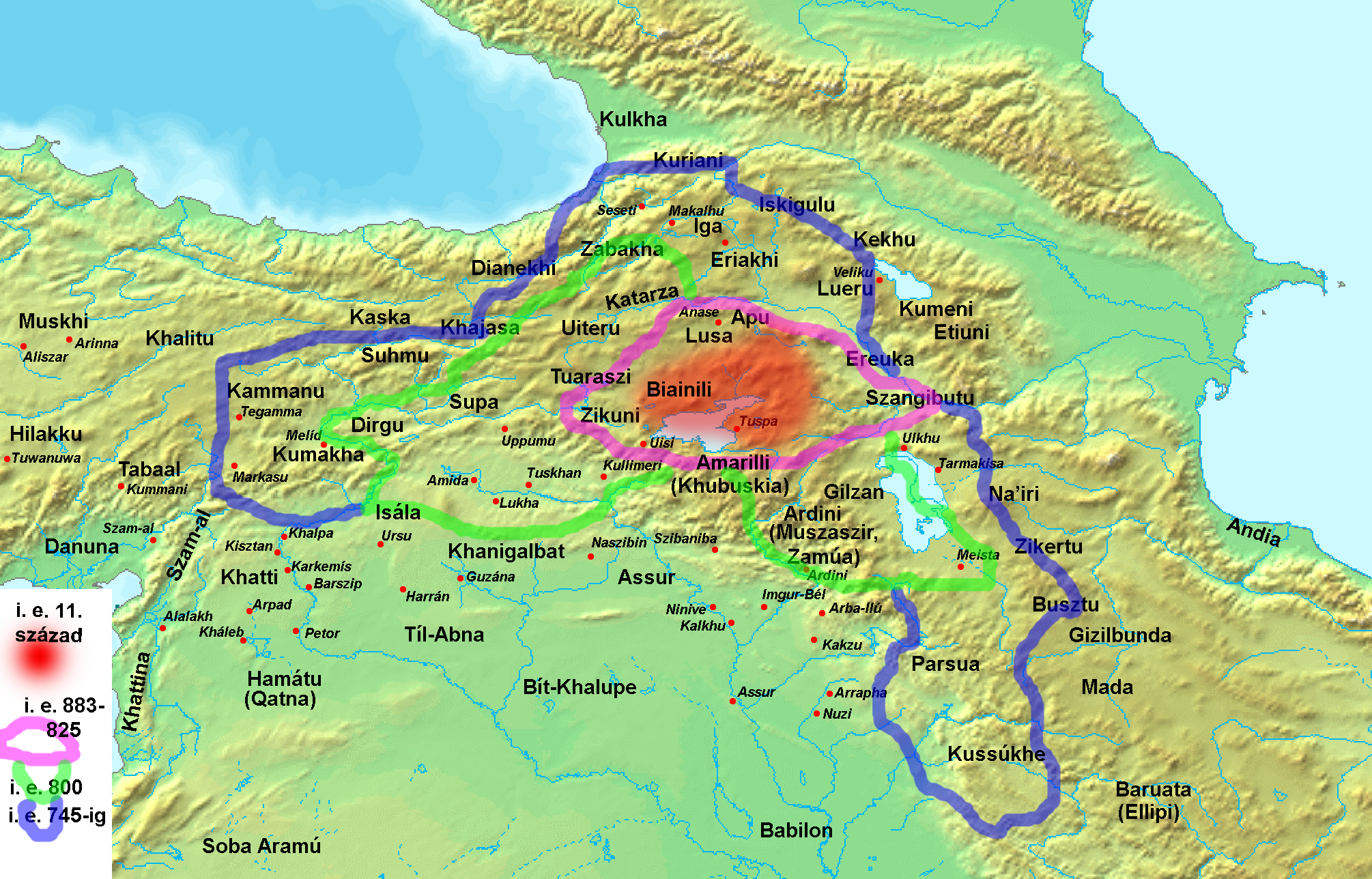
Urartu területváltozásai i. e. 745-ig

Urartu első említése I. Sulmánu-asarídu asszír király (i. e. 13. század) északi hadjáratát megörökítő feliratáról ismert – igaz, ekkor még Uratri, Uruatri vagy Urdḫu névvel említik a területet, és déli törzseit kutínak. A kutí valószínűleg a korábban mezopotámiában rövid időre uralomra jutó kutú nép nevéből ered, de nem tudni, valóban ez volt-e a nevük, vagy az asszírok hagyománytiszteletből kerestek ellenfeleiknek valamilyen régi nevet. A kutík a tulajdonképpeni Urartu és a Felső-Tigris vidéke között éltek. Az i. e. 13. században Uruatri nevet földrajzi régió leírására használták, amelynek területén nyolc fejedelemség volt. Sulmánu-asarídu „három nap alatt”, azaz valószínűleg három csatában győzte le a helyi törzsszövetséget. Ez a hadjárat nem hódító támadás volt – államiság nélküli területeket nem nehéz legyőzni, megtartásuk azonban nagyon problémás –, hanem pusztán rablóexpedíció, elsősorban rabszolgák szerzése volt a cél. Az i. e. 1275-ös asszír hadjárat Uruatriban nyolc királyságot (fejedelemséget) érintett, ami ismét arra utal, hogy az Uruatri név csak geográfiai megnevezés, amely a Nagy-Záb felső folyásától az Arzasku folyóig terjedő terület összefoglaló neve. Alternatívaként feltűnik a „Khurri ország” név is, ami a hurrik szerepére utal.
Az Uratri és Uruatri nevek I. Sulmánu-asarídu után még I. Tukulti-Ninurta, I. Tukulti-apil-ésarra és Assur-Bél-kala évkönyveiben fordulnak elő. Tukulti-Ninurta említi a subartu és kutí törzseket, valamint Nairi felső tengerét, amivel valószínűleg a Van-tóra utalt. A „Nairi országok” kifejezés is a tó környéki fejedelemségekre utal, így feltehető, hogy magának a Van-tónak volt valamelyik nyelvjárásban Nairi a neve. Hadjáratában a Tigris felső folyásának kicsiny hurri településeit és fejedelemségeit foglalta el, mint Supria, Alzi, Purukuzzi és Amadani. Évkönyvei szerint csak Alziban 180 várat rombolt le és fosztott ki. I. Tukulti-apil-ésarra a moszkhoszok öt királyát említi, akik betörtek Kommagénébe, valamint a Nairi elleni hadjáratot, amely után sztélét emeletetett a Van-tó („Felső-Tenger”, „Nairi felső tengere”) partján. A sztélé szerint Nairi királyai addig nem ismerték a hódolást. A Tigris forrásvidékén felállított emlékoszlop szerint viszont: „… legyőztem a népeket a nagy tengertől Nairiig, harmadszor hajtottam szolgaságba a nairibelieket.” Assur-Bél-kala ismét „Uruatri vidékére” vezetett expedíciókat. II. Tukulti-apil-ésarra háromszor támadta meg Nairit, és eljutott „Nairi nagy tavához” (ismét valószínűleg a Van-tó, bár az Urmia is szóba jöhet). II. Adad-nirári ismét Uruatrit és Uratrit említi évkönyveiben. Ekkoriban lépett szövetségre Uruatri és Muszaszir, és ekkor jelenik meg az Urartu név is.
A térség az i. e. 11–10. század fordulóján független államok és törzsi területek összessége, az i. e. 10. század folyamán laza törzs- és államszövetség jött létre. A fontosabb területek (amelyek később Urartu tartományaivá váltak) Diauekhi (Diaueḫi, talán azonos Daiakkuval, görög Taokhia, lakói a taokhok), Alzi (a korábbi Azzi), Supria (Šupria, valószínűleg a későbbi Arme, azaz Armenia elődje), Khubuskia (Ḫubuškia), Kumeni, Ardini-Muszaszir (Muşaşir), Mana (a későbbi Média területén), és Biainili (a tulajdonképpeni Urartu, az asszírok ezt a területet nevezték így).
A Kaukázus térsége a Hettita Birodalom bukása után értékelődött fel, amikor egyfelől a kis-ázsiai vaslelőhelyek kiaknázása és a kereskedelmi utak bizonytalanná váltak, másfelől jelentős vasérclelőhelyeket tártak fel a Kaukázusban. Urartu bányákkal is rendelkezett és a területén fontos kereskedelmi útvonalak haladtak át, így a térségben minden adott volt egy erős állam létrejöttéhez. Ehhez hozzájárult, hogy a hatalmas déli szomszéd, Asszíria az i. e. 11. század második negyedében hirtelen összeomlott egy rövid hódító periódus után, mivel területeinek nagy részét elárasztották az arameusok. Asszíria fenyegető jelenléte egy rövid időre megszűnt. Az államkezdemények I. Tukulti-apil-ésarra idejében még nagy veszélyben voltak, de i. e. 1076 után az asszíroknak nem volt lehetőségük az északi hódítások folytatására.
A vasbányászat fellendülése anyagi jólétet, nagyobb lehetőségeket biztosított, ezért ekkor megkezdődhetett a rendszeres, viszonylag fejlett technikákon alapuló földművelés, ami korábban elképzelhetetlen volt itt. Csatornarendszereket építettek a köves talajban és nehézekéket használtak.
Amikor Asszíria az i. e. 10. század végén kilábalt a válságból, újból fontos hódítási területként tekintett Urartura, amely azonban eddigre megerősödött, védelmi szövetségek alakultak. Az összetűzések szinte mindennaposak voltak, II. Assur-nászir-apli három hadjáratot vezetett a térségbe, amelyek a peremvidéken Alzi, Supria és Suhmu annektálásával jártak. De csak III. Sulmánu-asarídu hatolt be mélyebben Urartu területére i. e. 859-ben és i. e. 856-ban, mivel Arame terjeszkedni kezdett az Eufrátesz felé és a Van környékén. Erről a hadjáratról tudósít Imgur-Ellil domborműves templomkapuja. Innen ismert az urtartui harcosok fegyverzete: övvel leszorított hosszú ing, tarajos sisak, kicsi kerek pajzs és rövid, egyenes kard. Védelemben íjászaik is voltak.
Azonban – minden asszír propagandafelirat ellenére – eredményt nem nagyon értek el. Néhány várost leromboltak, és az ábrázolások szerint szekérszám szállították el Urartu elrabolt értékeit, valamint a nyakkalodába zárt mezítelen hadifoglyokat, valamint a rendkívül értékes lovakat. A Tigris felső folyásától indulva megkerülte ugyan a Van-tavat, és a Nagy-Záb felső folyása mentén tért haza, de Arame idején nem jutottak be az Urartut kormányzó uralkodó területeire – Arzaskuba –, viszont a fenyegetés hatására a környező államok önkéntes szövetségbe tömörültek, és a következő asszír hadjáratok alkalmával már nem fejedelemségek laza szövetségével, hanem egy erős és egységes állammal álltak szemben. Az asszír hadjárat eredményességének megítélése Arzasku pontos helyzetétől függ, amely vitatott. Egyesek szerint a Van-tó északi partján állt – ez esetben az asszírok biztosan elüldözték onnan Aramét –, más vélemények szerint azonban Arzasku az azonos nevű folyó (Arzašku, Aracani) partján állt – e pozíciót pedig az asszírok nem érték el.

### Urartu fénykora

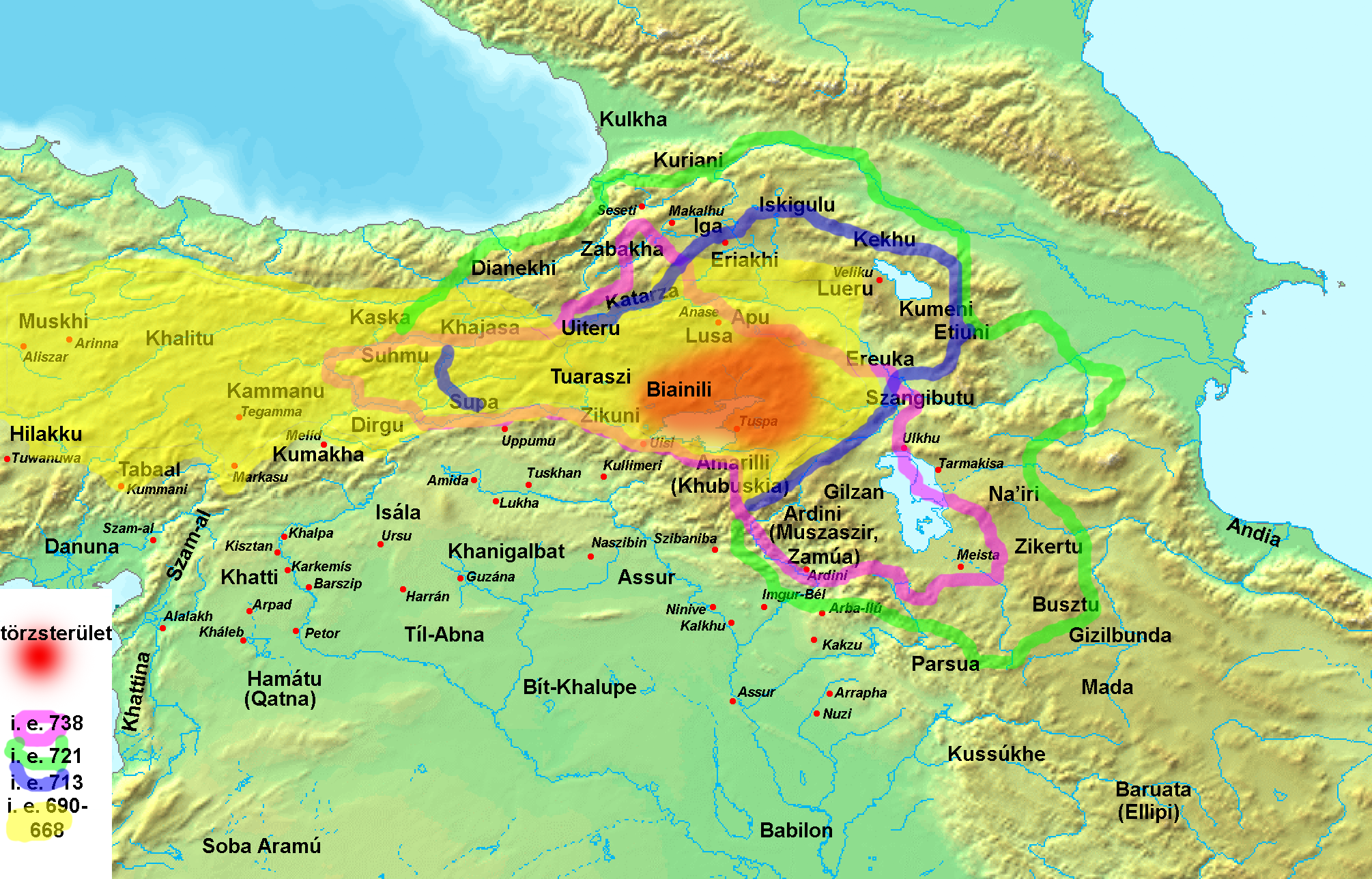
Urartu területi változásai i. e. 738–668 között

Urartu I. Rusza uralkodásának végén a kimmer és asszír hadjáratok idején

Ebben az időszakban kezdődött Urartu felemelkedése: I. Szarduri (az i. e. 832-es, sikertelen asszír hadjárat idején már uralkodott, trónra lépési ideje nem ismert) király egyesítette Tuspát és környékét. Tuspa alapítása és fővárossá tétele számít a tulajdonképpeni Urartu létrejöttének. Még egy feliratát is ismerjük, ami akkád nyelven készült, tanúsítva az erős kezdeti mezopotámiai befolyást a térségben. I. Szarduri az első olyan urartui uralkodó, akinek feliratai maradtak ránk, de nem ő volt az első urartui király – talán apja, Lutipri –, hiszen i. e. 856 és i. e. 832 között Urartu már képes volt megvédeni magát az asszíroktól, akik az i. e. 845-ös supriai hadjáraton kívül elkerülték az Örmény-fennsíkot. Szarduri címei részben másolják az asszír uralkodói titulatúrát: „Biainili királya, Tuspa uralkodója, nagy király, erős király, a sokaság királya, Nairi királya.” Urartu Szarduri és fia, Ispuini alatt Asszíria méltó ellenfelévé vált, és teljesen elzárta az asszírok útját észak felé. Az i. e. 832-es asszír hadjárat sikertelen maradt, és az ezen felbuzduló peremterületek ellen i. e. 829-ben és i. e. 828-ban is hadjáratot kellett vezetnie Asszíriának.
Asszíria két teljes évtizedig nem támadta meg ismét Urartut. Sőt Sammuramat kormányzása idején talán még barátinak is nevezhető kapcsolatok jöttek létre Ispuinival. Nagyszabású építkezések indultak be, amelyek az asszír munkálatokhoz hasonlóak, de ez a szakasz Urartura nézve kevéssé ismert, mivel a békeidőben az asszír források nem beszélnek róla.
Az i. e. 9–8. század fordulóján uralkodó Menua – Ispuini fia – egészen az Eufráteszig tolta ki országa határait, és északi, valamint keleti irányban is hadjáratokat vezetett. Délkeleten meghódította Manát. Urartu ekkor már nem csak hódított, hanem szövetségi rendszert épített ki nagy rivális, az Újasszír Birodalom ellen. Ugyanakkor a meghódított Mana folytonos ellenállása bizonytalanná tette keleti helyzetét, sőt ütközőterületté vált, mivel Asszíria igényei között is szerepel. Mégis már Menua alatt Urartu az Eufrátesz teljes felső folyását ellenőrzése alá vonta, és ettől kezdve – mivel közvetlenül határossá vált az észak-szíriai kisállamokkal – a szíriai asszírellenes védelmi koalíciók főszervezőjévé vált. Északon is tovább kívántak terjeszkedni, amit Menuakhinili erődjének megépülte mutat: ez az Ararát oldalába telepített erődítés az araksz-völgyi hadjáratok bázisául szolgált volna. Ezzel Urartu elérte az első virágkor területi maximumát. Menua építtette azt a csatornát, amely ma is ellátja vízzel Van városát, és amelyhez Movszesz Horenaci örmény történetíró a Szemiramisz-legendát kapcsolta. Eszerint a csatornát Sammuramat asszír királynő építtette volna. Az Araksz és a Kuraš felső folyásvidékei stratégiai jelentőségűek voltak, mivel Urartu nemesfémekhez csak a Fekete-tenger felé vezető kereskedőutak megadóztatásával, illetve a vazallus fejedelemségek adóiból juthatott hozzá.
Menua idejében Urartu már jelentős politikai súlyt képviselt a térségben. Amikor az i. e. 9. század közepén Hamát szövetségre lépett Asszíriával, az észak-szíriai és kelet-anatóliai királyságok Urartunál keresték a támaszt. A szíriai védelmi koalíciók általában gyenge lábakon álltak, mert a részt vevő államok laza kapcsolatban voltak, és sokszor egymás ellen is háborúztak. Így Urartu tényleges segítségnyújtására végül nem került sor, Asszíria pedig sorban foglalta el e kis országokat. III. Sulmánu-asarídu a karkari csatában még vereséget szenvedett, de 12 évvel később, i. e. 841-ben a széteső szíriai koalíció déli tagjait legyőzve Szíria ura lett.
I. Argisti korában néhány viszonylag jelentéktelen terület elvesztése mellett az urartui politikai befolyás és katonai erő teljesedett ki. Nemcsak a Transzkaukázia vezető hatalma lett, de gyakorlatilag Asszíriával egyenrangú nagyhatalommá vált. Asszíria elkerülte Urartut, III. Adad-nirári hadjáratai Szíria vagy a Kaszpi-tó felé irányultak. Sőt Urartu ellentámadásba ment át, és asszír területeket hódított meg Argisti és fia uralkodása idején. Nagy építkező volt, és átvette az asszírok deportálási gyakorlatát is. Az urartui hadsereg fegyverzete is átalakult asszír mintára. Volt azonban olyan elem is, amit az asszírok vettek át Urartutól, mégpedig a közigazgatási rendszert. Ispuini és Menua alatt az országot helytartóságokra osztották, és ezeket királyi elöljárók vezették. A régiókat összekötő minden fontosabb út mentén kisebb erődök épültek, amelyek a kormányzók székhelyeiként szolgáltak, és ezen erődök védték a kereskedőkaravánokat és gyűjtötték be a lakosság adóját. Nem sokkal később – minden bizonnyal az urartui mintára, III. Tukulti-apil-ésarra idején – Asszíriában is bevezették ezt a rendszert. Argisti vésette a vani sziklafalakra a horhori krónikát Tuspában. Argisti alapította a mai Armavir város elődjét, Argistihinili erődjét.
II. Szarduri szilárd helyzetben vette át a kormányzást, körülbelül i. e. 760-ban. A manai és még ettől délebbre lévő Dijála-völgy lakosságának felkelései miatt azonban gyakran kellett hadjáratokat indítania. Itt nem járt sikerrel, uralkodásának végére a Dijála-völgy és Mana gyakorlatilag független lett. Szarduri évkönyvei erősen rongáltak, ezért nem állapítható meg, hogy mikor, vagy milyen sorrendben vezette hadjáratait, főleg az északiakat, amelyeket nem lehet asszír évkönyvekkel korrelálni. Kumakha (később Kommagéné) elfoglalása után létrehozta az egész Szíriát magában foglaló védelmi koalícióját. Ezután foglalta el Supria királyságát (valószínűleg azonos az asszírok által Arme néven nevezett területtel).
Az asszír évkönyvek szerint i. e. 781–778-ban, majd i. e. 766-ban is háborúban álltak Urartuval. Asszíria folytonos deffenzívában volt, és sorban engedte át területeit az északi szomszédnak. Ezen csak III. Tukulti-apil-ésarra (i. e. 745–727) közigazgatási és hadseregreformjai változtattak, aki már i. e. 743-ban betört Urartu belsejébe. Szarduri szíriai pozíciókat szeretett volna foglalni, ebben a névleges asszír vazallus, Arpad városa volt segítségére. Az első csata volt Arame óta Urartu első jelentős veresége. A második ütközetet talán még ugyanabban a hadjáratban vívták meg, de bizonyosan nem sokkal később az Eufrátesz mentén, ahol a szövetségesek ismét vereséget szenvedtek, ezúttal Szarduri csak a teljes tábora hátrahagyásával menekült meg a csatatérről. Tukulti-apil-ésarra i. e. 735-ben Tuspáig is eljutott, a főváros várát azonban nem sikerült bevennie. Szarduri i. e. 730 körül halt meg.
A megnövekedett fenyegetés hatására I. Rusza király a szövetségeseket beolvasztotta államába, keleti hadjáratában pedig legyőzte Manát és megkezdte a belső rend helyreállítását. Alig fogott azonban ehhez, amikor kimmer betörés pusztította el az ország északi és nyugati részét. A kimmerek nem vesződtek a várak ostromával, amikor eleget raboltak, eltávoztak az országból, súlyos válságot hagyva maguk után. Rusza még sikeresen kivezette e válságból az államot. Újabb közigazgatási reformmal még kisebb helytartóságokra osztotta az államot. II. Sarrukín kémei i. e. 720-ban és i. e. 714-ben is Rusza KURGamir(-ra) elleni hadjáratáról számoltak be, és az urartui hadsereg győzelmet aratott a kimmerek felett. Ezekről a hadjáratokról Mirjo Salvani azt feltételezte, hogy az Urmia déli körzetét támadták, de ott ekkoriban a szkíták telepedtek már meg, mivel ebben a térségben e korból kizárólag szkíta stílusú régészeti emlékek ismertek. Egy másik – az előző kettőt ötvöző – elképzelés szerint a kimmerek nem is Urartuba, hanem Manába törtek be, és ott ütköztek össze Rusza seregeivel. Az bizonyos, hogy Rusza idejében sem a kimmerek, sem a szkíták nem tudtak egyetlen urartui erődöt sem elfoglalni, hadjárataik csak betörésekre, pusztításra és rablásra korlátozódtak.

### Hanyatlás és vég

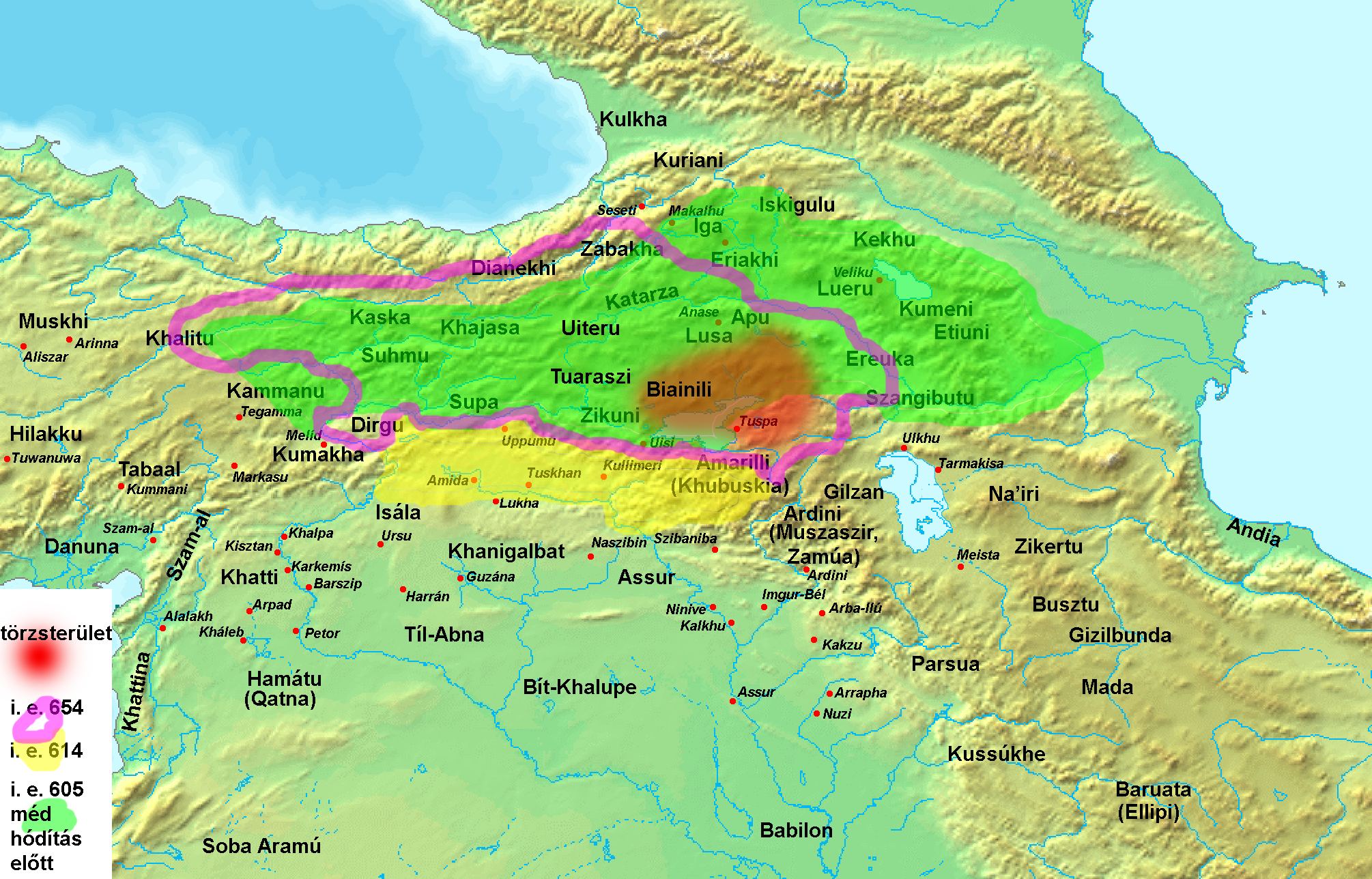
Urartu területi változásai i. e. 658–605 között

Azonban Mana elfoglalása miatt újból összetűzésbe került az asszírokkal, akikkel egyébként is egyre éleződött a viszony, amit Rusza szövetségi politikája mutat. Felvette a kapcsolatot Phrügiával és az Urartu nyugati részével határos fejedelemségekkel. A mana név feltehetően a médeket jelölte, és mivel zömmel innen érkeztek az asszír hadsereg számára a lovak, II. Sarrukín válaszcsapást indított. I. e. 715-ben beavatkozott a kelet-anatóliai fejedelemségek ügyeibe, és ezek elfoglalásával elválasztotta egymástól Phrügiát és Urartut. I. e. 714-ben betört az északi hegyvidékre, melynek során bevette Zikertut, az Urartuval szövetséges királyságot, majd Muszaszirt is, az ország kultikus központját, és elrabolta Khaldi főisten szobrát. Az Uaus-hegy (ma Szahend) mellett tönkreverte Rusza hadseregét. Egészen a Van-tó északkeleti vidékéig eljutott, az útbaeső területeken elpusztított minden elérhetőt. Rusza Tuspába menekült, ahol öngyilkos lett i. e. 713-ban.
Urartu következő néhány évtizede gyakorlatilag ismeretlen. A Transzkaukázia eseményeit eltakaró félhomály vaksötétbe vált, és egészen Teuspa kimmer király i. e. 679-es, Assur-bán-aplitól elszenvedett vereségéig meg is marad. I. Rusza halála után Urartu annyira periférikussá vált, hogy még II. Rusza trónra lépésének dátumát sem ismerjük, sőt legalább két évtizedes pontossággal lehet csak megadni: valamikor i. e. 700 és i. e. 680 között. II. Rusza idejében újabb erősödés köszöntött Urartura, amit a „hosszú békének” köszönhetett, Asszíria néhány határincidensen kívül nem háborúzott Urartuval egészen az i. e. 640-es évekig. Ekkor az erős déli szomszéd, Asszíria miatt észak és nyugat lett célpont. Az események menetéből úgy tűnik, hogy i. e. 672 és i. e. 669 között a kimmerekkel is szövetségben volt, mert hadjáratot indított Muskhi (Phrügia) és Khalitu (Khaldia) ellen Kisázsiában, valamint Mana ellen keleten. Feltehetően ehhez a hadjárathoz fűződik Míta (Midasz) phrüg király halálának története is. Asszíria és Urartu között békésnek nevezhetőek maradtak a kapcsolatok egészen II. Rusza haláláig. I. e. 674-ben azonban a médek felkelése ismét átrendezte a szövetségi viszonyokat, a kimmerek a médek szövetségesei lettek. Ezért Rusza Asszíria felé közeledett, amelynek eredményeképp Assur-bán-apli i. e. 673-ban a supriai hadjárata után átadta Ruszának az urartui menekülteket. I. e. 654-ben Asszíria legyőzte Elámot, ennek alkalmából a diplomáciai misszió a gratuláció mellett egyúttal biztosította Assur-bán-aplit Urartu semlegességéről egy esetleges asszír–babiloni konfliktus esetén, valamint arról is, hogy a kimmerekkel és a szkítákkal nem szövetkezik Asszíria ellen. Urartu semlegessége sokat nyomott a latban Asszíria utolsó nagy győzelme, az i. e. 650-es babiloni hadjárat eredményességében.
Valamikor az i. e. 640-es években halt meg II. Rusza, és utódja, III. Szarduri valószínűleg a kimmereket leverő szkíták miatt már névleg elismerte Asszíria főhatalmát, az első olyan urartui király, aki nem az asszír uralkodó testvérének nevezi magát, hanem a fiának. A szkítákkal hosszú évtizedeken át békés viszonyban voltak, nem ismert a kapcsolatok megromlásának oka. I. e. 638 körül Assur-bán-aplinak írt levele az utolsó tény, amit Urartu életéből ismerünk. III. Szardurit még követte egy III. Rusza nevű uralkodó, de a méd hódítás eseményein túl semmilyen információ nem áll rendelkezésre Urartu végnapjairól. I. e. 590 körül Média vazallusaként még létezett az urartui királyság, majd a méd–lüd háború után semmilyen említés nincs róla.

## Kultúrája
Urartu kultúrája még mindig kevéssé ismert. A 20. század első felében a régészet módszerei voltak kevésbé hatékonyak, a második felétől viszont vallási és etnikai villongások akadályozzák a feltárásokat. A rablóásatások során valószínűleg jelentős mennyiségű urartui emlék tűnik el a feketepiacon. Irodalma, tudománya és kultúrája legfontosabb elemei gyakorlatilag ismeretlenek. legjobban az urartui építészet ismert az egykorú alkotások közül.

### Építészet

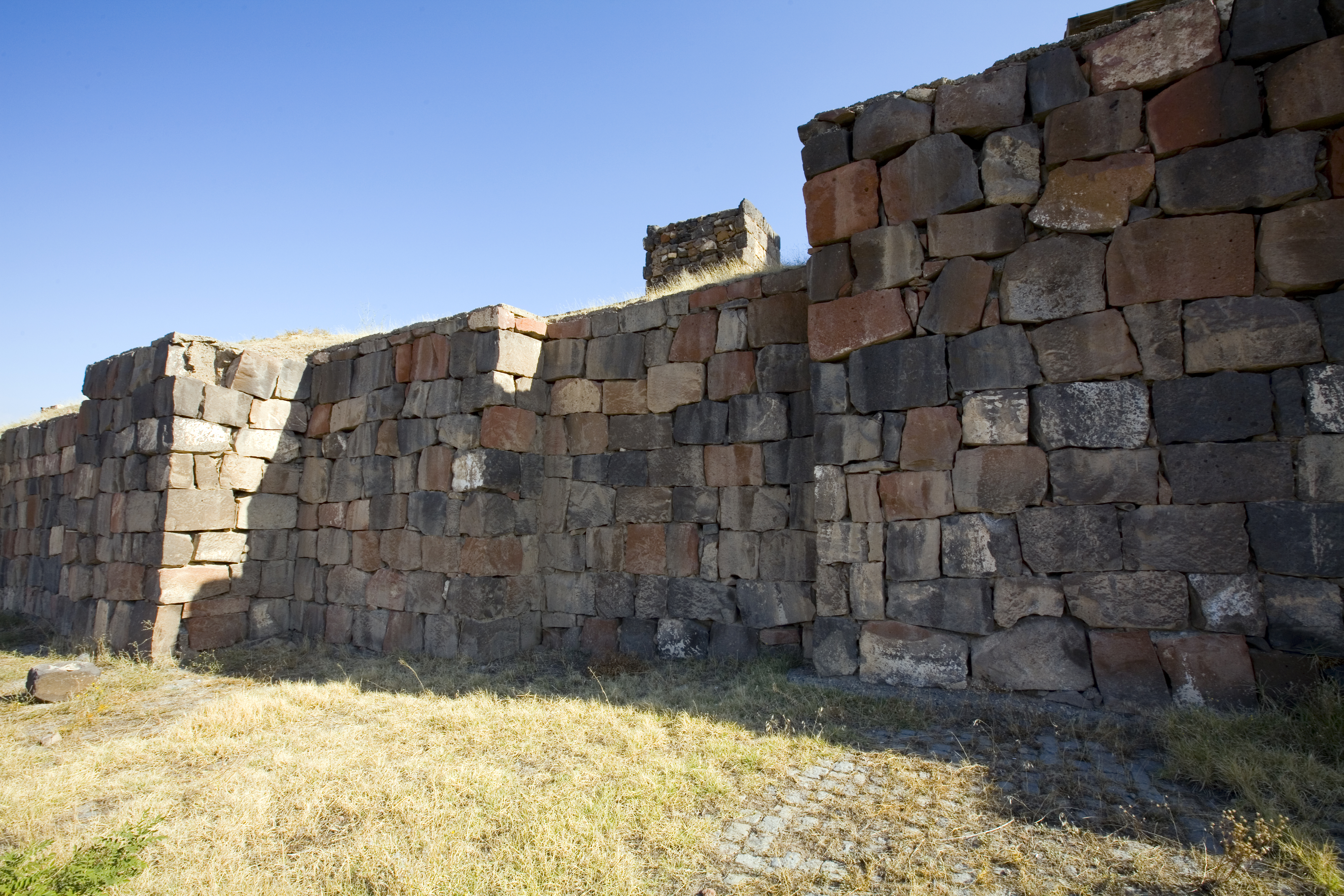
Erebuni falai

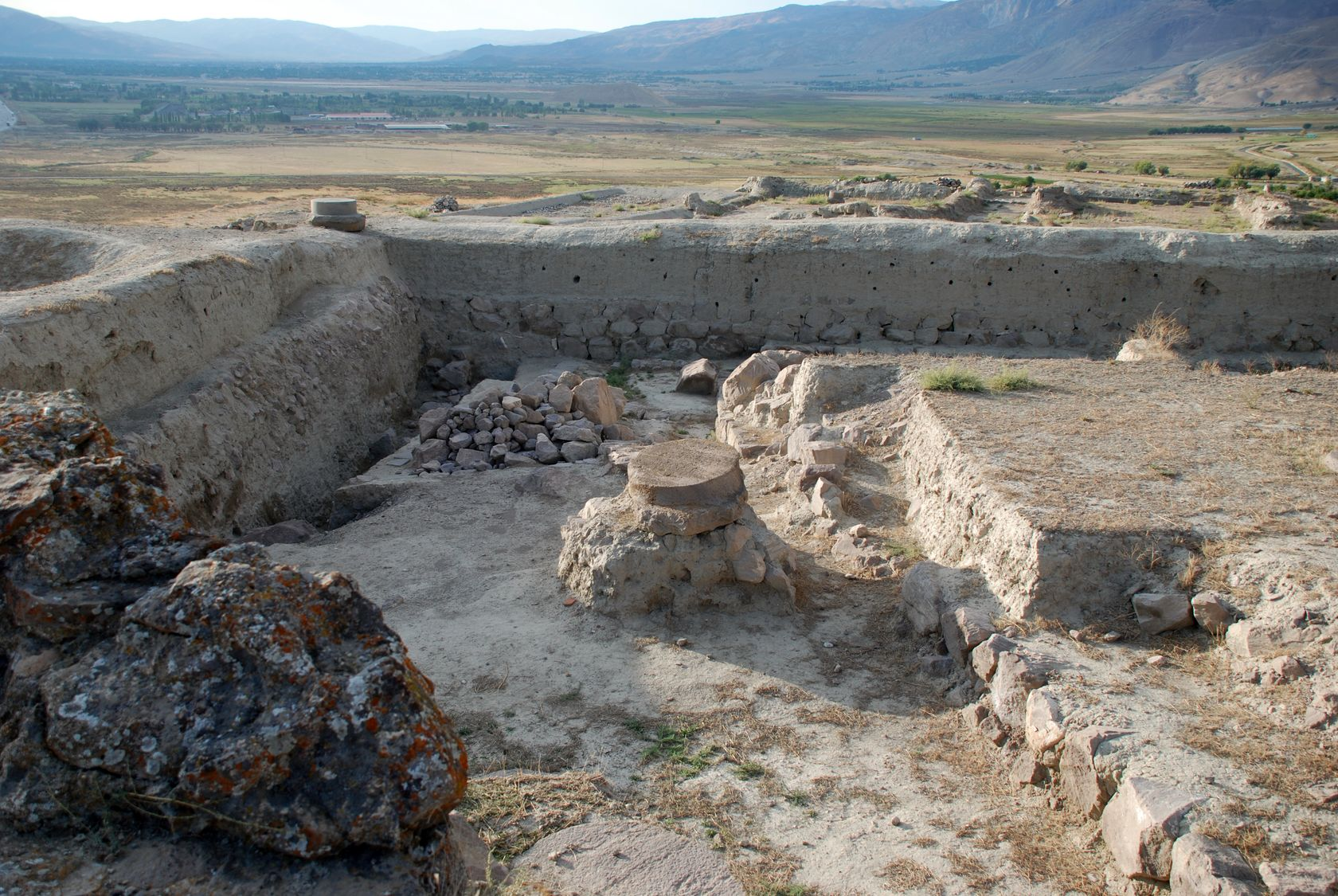
Az altıntepei apadáma, azaz csarnok

Sok erődítmény, fellegvár, közigazgatási központ maradt fenn, változatos méretekben és kivitelezésben. Az urartui viszonyoknak megfelelően főleg hegyvidéken találhatók, ezért a sziklás alapokon, magaslatokra épültek, kiváló stratégiai adottságokkal rendelkeztek. A kőépítkezés pontos tervezést igényelt, mert statikailag sokkal bonyolultabb egy sziklatömbre építeni, mint sík talajra. Az alaprajzok és a kivitelezés sokban hasonlít a hasonló adottságú Anatóliában elterülő Hettita Birodalom építkezéseire, többek közt Hattuszasz szerkezetére. A kőfalak habarcs nélkül, változatos méretű kőanyagból készültek. A falak felső részei gyakran agyagtéglásak, a téglák általában 50×50×12 cm méretűek. A homlokzatok általában rizalitosak, ezek valószínűleg egyszerre szolgáltak szerkezeti, funkcionális és esztétikai célokat.
A kastélyok és erődök az i. e. 9–8. század után változást mutatnak, az „óurartui erődöt” felváltja az „újurartui stílus”. Az ótípusnál a várfalakat mindig a geometriai formákhoz ragaszkodva alakították ki, hatalmas, rizalitos négyszögletes tornyokkal, amelyek mindig egyenletesen elosztva helyezkedtek el, tekintet nélkül a hely adottságaira. Az i. e. 7. század végére már nincsenek ezek a négyszögű tornyok, a rizalitok kisebbek, a falak vonalvezetése és beosztása legjobb topográfiai kontúrt követi.
Legtöbbször erős kő- és sártégla falak képezik a vázszerkezetet, amelyre több emeletet húztak. A kapuk változó kivitelűek, van amelyik egyszerűen áttöri a falat, másokat kaputornyokkal és erősített ajtókkal láttak el. Az oszlopos belső csarnok konstrukciója szintén hettita import, a hattuszaszi mintákat követik, a Büyükkale és a Yazılıkaya archetípusnak tűnik. Ennek utolsó alkalmazása Perszepoliszban az Apadāma, Dárajavaus kihallgatási csarnoka. Egy különleges típus, amikor csarnok tulajdonképpen nincs, helyette egy oszlopsoros központi udvar található, amelyet minden oldalról épületek vesznek körül, ilyen Altıntepe „csarnoka”. Ez körülbelül 41×23,7 méteres alapon 18 oszloppal tartott, lapostetős terem volt. Kayalıdere esetében az eredetileg szabadon álló templomot később teljesen körbeépítették.
Az egyik kiemelkedő építészeti csoportot Khaldi templomai képviselik. A templomok általában hasonló tervek alapján készültek. Erős falak, négyzet alakú belső tér, szűk bejárat és teraszos kiképzés jellemzi. Az épület négy sarkát rizalitok kötik össze. A falak 9–14 m körüli hosszúságúak. Nem egyértelmű, hogy az oszlopos terek lapos tetejűek voltak-e, vagy a négy sarokra állított lapos sátortetősek. Egyes asszír ábrázolások szerint nyerges tetejű, oromzatos, oszlopcsarnokos építmények, amelyek a görög templomokkal is mutatnak párhuzamokat. A szentélyeket „istenkapu”-nak nevezték.
Az urartui sziklaépítészet jellegzetes képviselői a változatos méretű sziklasírok, reliefek és lépcsősoros alagutak. A nagyobb építményekben egy központi helyiségből több kisebb nyílik. Alkalmaztak boltozatos és sík mennyezetkiképzést is.
A lakóházak általában szabálytalan alaprajzúak. Két vagy három helyiségből állnak, amelyekből az egyik oszlopos tetővel és nyílt térrel rendelkezett, és kis udvar csatlakozott hozzájuk. A szegényebb és középrétegeknél bútorzat nem nagyon volt, kisebb-nagyobb agyagedények és faragott dobozok szolgáltatták a tárolókapacitást.

### Művészet

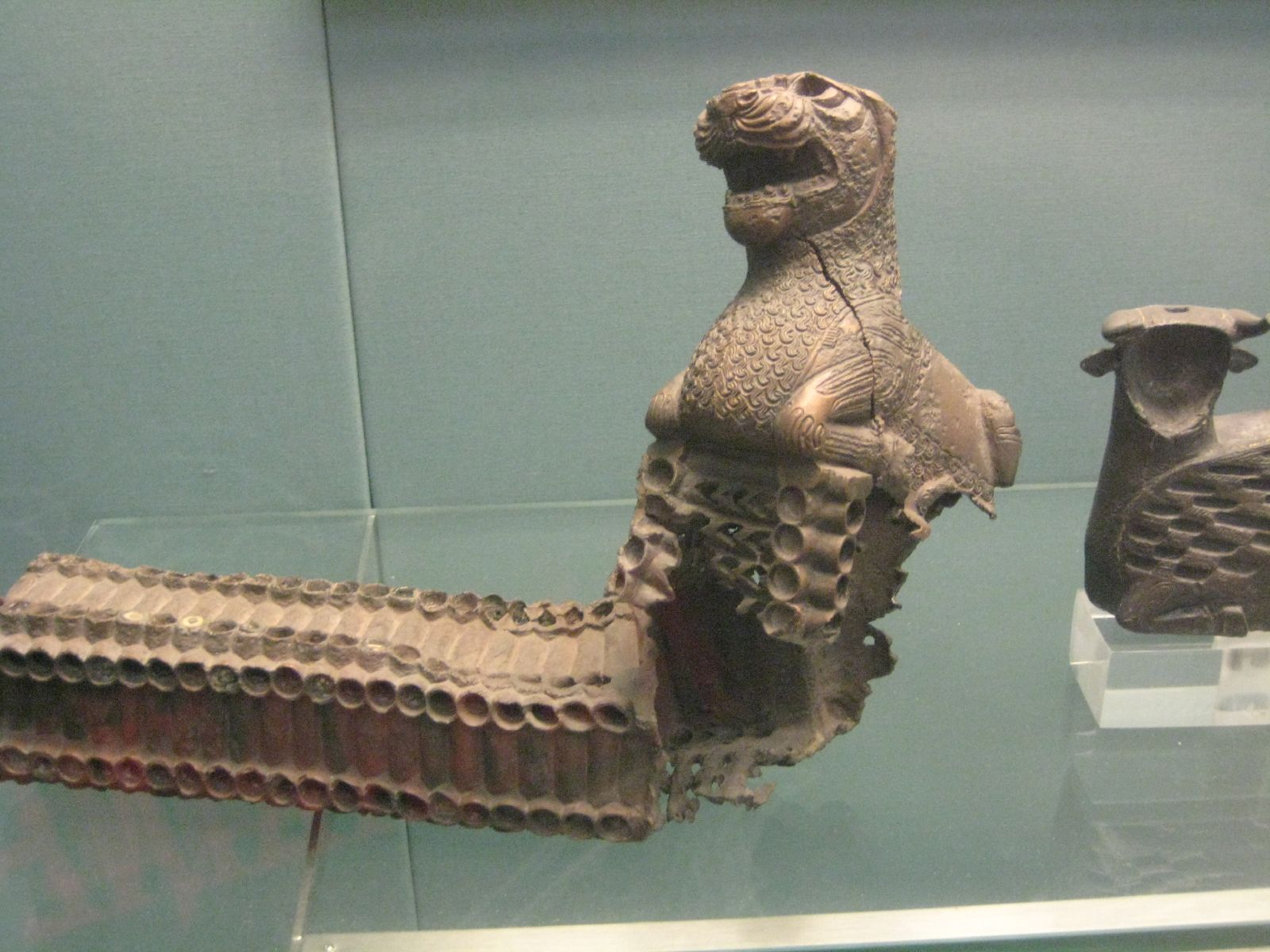
Bronz bútorszerelvény

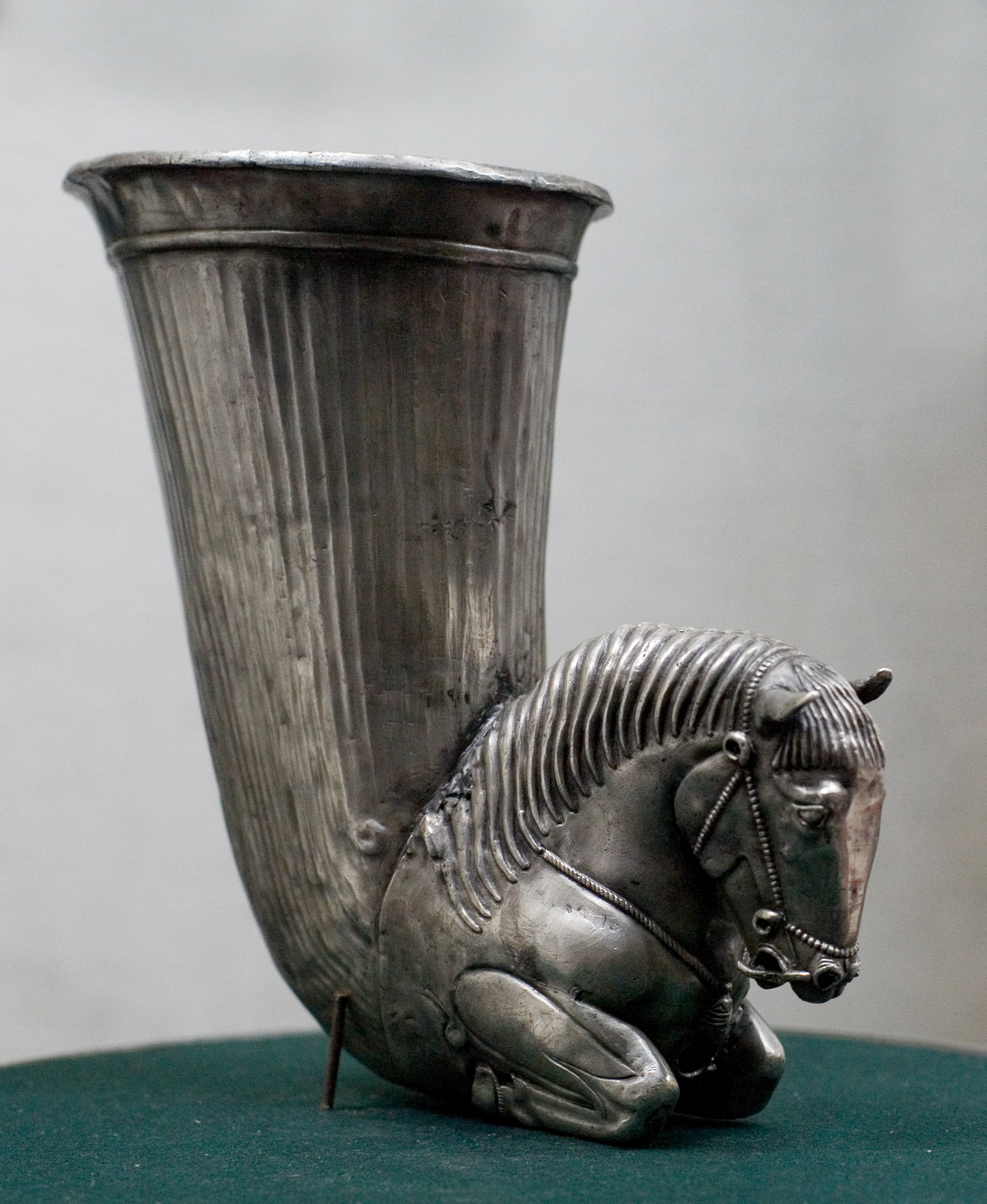
Lovas kancsó Erebuniból

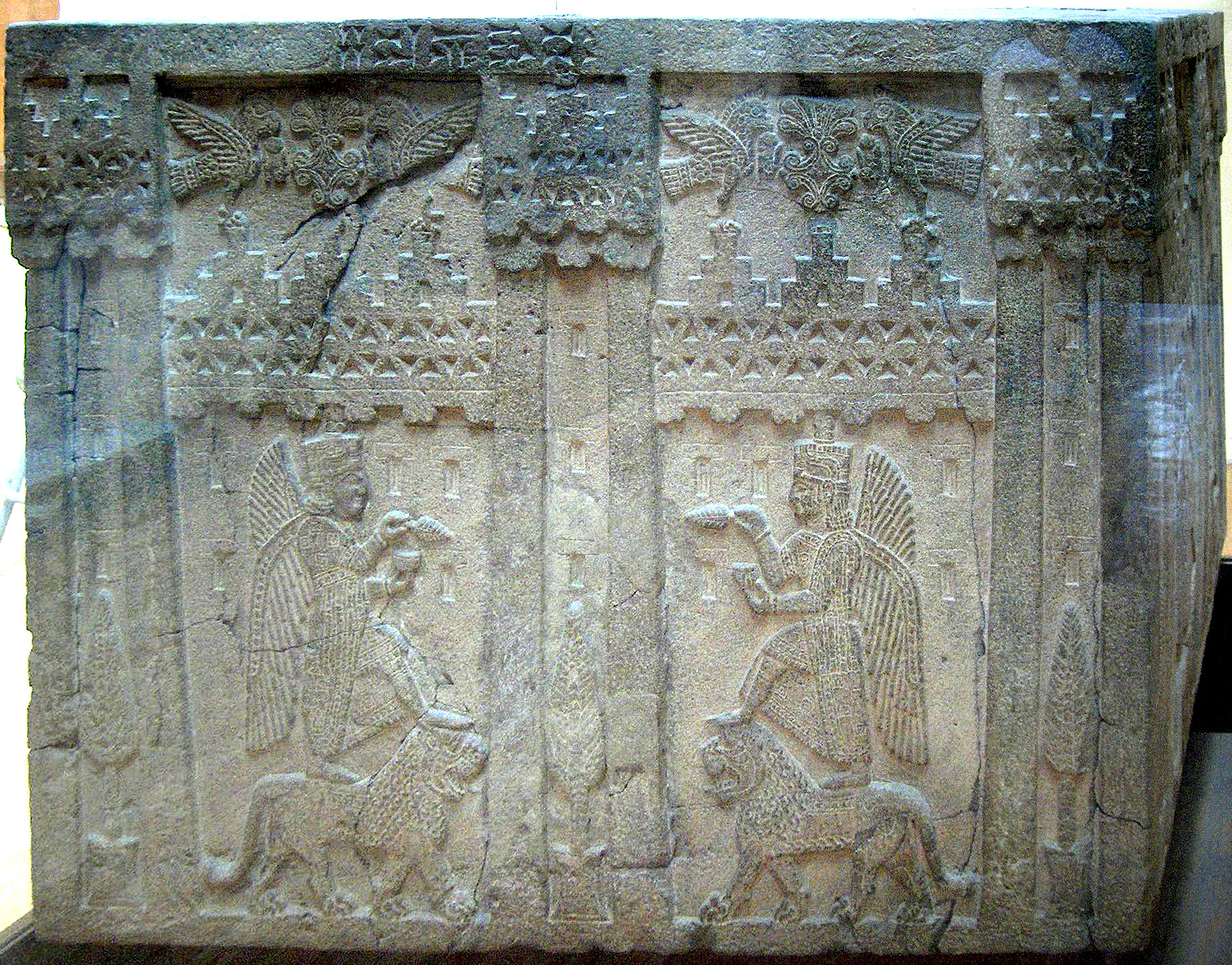
Bazalttömb reliefekkel II. Rusza korából Khaldi ábrázolásaival (Anatóliai Civilizációk Múzeuma)

Urartu képző- és iparművészete sajátos keveréke az i. e. 2. évezredi helyi népességek, és bevándorló etnikumok stílusainak. A bronzművesség korai kapcsolatai Lurisztán (ma Irán) felé mutatnak. A lószerszámok kidolgozása, és stilizált mitikus szörnyeket ábrázoló bronz kisplasztikáik a későbbi urartui formák elődjének tekinthetők. A fazekasok már ekkor a korongot használták, edényeik festett ornamentikus díszítéseket kaptak, majd figurális (általában madáralakos) és geometrikus minták is terjedtek. Az elari kerámia rózsaszín vagy halványpiros alapszínű, amin sötétvörössel rajzolták a díszítményeket. Az elari kerámia Mezopotámia felé mutató kapcsolatai mellett a hettita motívumok a nyugati érintkezésre is utalnak.
A temetkezésekben már az i. e. 2. évezred első felében épített kurgánokban megjelentek a sírmellékletek, amelyekben használati tárgyakat utánzó nemesfém munkák, fegyverek és ékszerek maradtak fenn.
Az urartui kézművesség jellegzetesen cizellált ötvöstermékeket hagyott ránk, a kézműiparból különösen a fémművészet reprezentálja magát. Legjellegzetesebb alkotásaik bronzlemezeken láthatók, amelyeket véséssel és trébeléssel alakítottak, majd esetleg kovácsolt aranylemezekkel borítottak. Az ornamentika részben phrüg, részben szkíta mintákra hasonlít, a figurális ábrázolások szintén Phrügia művészetével rokoníthatók. A lemezalakítás mellett kiemelkedő színvonalúak a festett és berakott bronz kisplasztikák is. Ezekből gyakoriak az asszír emberfejű, szárnyas bikákhoz és oroszlánokhoz hasonló szobrocskák. Bronzüstjeik kivitele szintén a phrügiai üstökre hasonlít, de a hasonló elképzelések az egész Égeikumban, sőt egészen Etruriáig megtalálhatók. A síkművészethez tartoznak a bronz tegezek és övek is, amelyeket sávokba zárt ornamenssel vagy figurák ismétléseivel díszítettek. I. Argisti és II. Szarduri bronztegeze fennmaradt, mindkettőn arányosan elrendezett vésett és díszítetlen sávok váltják egymást. Az ékszerek vésett ezüst és arany medálok, amulettek, valamint láncra fűzött ékkövek voltak. Az agyag (kerámia) termékek igyekeztek a bronzot utánozni.
A korszak állama fejlett kultúrát mutat fel, amelynek kiterjedt kapcsolatai voltak a kor nagy birodalmaival a Földközi-tengertől Indiáig, és katonai potenciáljának nagy részét a kereskedelmi és kulturális hegemónia megszerzésére fordította. Urartui fát szállítottak Egyiptomba, kohóik voltak a nyersvas előállításához, vasfegyvereket és szerszámokat használtak, valamint az öntözés fejlesztésével létrehoztak hatalmas szántókat. Panteonjuk a hurri istenvilágra hasonlít, templomépítészetük pedig az ezer évvel korábbi Ur várossal és Babilonnal mutat rokonságot. II. Sarrukín Dúr-Sarrukín palotájának építésekor urartui mintákat vett át. Erebuni freskói gyakorlatilag megegyeznek a későbbi asszír freskókkal.
Az asszír hasonlóságok mellett az i. e. 7. század folyamán a kézművesipar termékei egyre inkább átvettek szkíta motívumokat is. A szkíták évtizedeken keresztül voltak keleti szomszédaik, és a művészeti elemek terjedése élénk kapcsolatokra utal.

### Vallás
Urartu vallási központja Muszaszir volt, ahol Ardini városban Khaldi égisten – néha hadistenként említik – temploma állt. Khaldinak Ispuini Tuspában is építtetett templomot. Felesége Arubaini (vagy Uarubani). Mellettük a panteon két fontos alakja volt Sivini napisten, és Kumeni város helyi istene, Teiseba. Az utóbbi néha Tesup, és azonos is a hurri Tessubbal. Az eső és viharok istene, akinek felesége Khuba, azaz Hebat, a hurrik anyaistennője. A napisten neve pedig figyelemre méltó hasonlóságot mutat az egy évezreddel korábbi, bizonytalan, de okkal napistennek tartható hettita Sziusszal. A hurri–hettita kapcsolatok még az i. e. 13. századra datálódnak, amikor I. Sulmánu-asarídu eltiporta Mitannit, a hurrik pedig talán II. Sattuara vezetésével északra költöztek. Az istennevek és funkciók többsége hurri előéletről árulkodik, de jelentős a helyi kultuszok hatása. A nagyon korai hettita elemek vagy egy több mint fél évezrede itt lakó protohatti népességtől származnak, vagy azok is a hurrikon keresztül maradtak fenn. A papság szimbolikus és tényleges vezetője a mindenkori király volt, bár az erre vonatkozó szöveganyag szegényes.
A panteon általában természeti istenekből áll, ami nem mezopotámiai minták átvételére utal, ahol az asztrális istenek voltak a legfontosabbak. Ehelyett a hurri és hettita istenvilághoz, közvetve a szíriai mitológiához is hasonló. Az égisten és az időjárásisten mellett a vizek, hegyek, sziklák voltak fontosak, de az asztrálvilágból a Nap és a Hold is.
A panteon sokáig csak az Ispuini által készíttetett Meher Kapısı-felirat alapján volt ismert. Ebben hosszú istenlista olvasható, jelentősége azonban vitatott. Elképzelhető, hogy nem csak urartui isteneket tartalmaz, hanem azon térségek isteneit is, amelyekre Urartu az i. e. 8. században igényt tartott. Újabban több más helyről is előkerültek rövidebb istenlistákat tartalmazó szövegek, amelyekben egyes istennevek konkrétan földrajzi egységekre utalnak, más szövegekben helyre utaló determinatívumot kapnak.
| A Meher Kapısı-felirat istenei | A Meher Kapısı-felirat istenei | A Meher Kapısı-felirat istenei | A Meher Kapısı-felirat istenei | A Meher Kapısı-felirat istenei                                                              | A Meher Kapısı-felirat istenei                  |
| szám                           | név                            | kép                            | áldozat (ökör)                 | áldozat (juh)                                                                               | megjegyzés                                      |
| ------------------------------ | ------------------------------ | ------------------------------ | ------------------------------ | ------------------------------------------------------------------------------------------- | ----------------------------------------------- |
| 1.                             | Khaldi                         |                                | 17                             | 34                                                                                          | ég- és hadisten, urartui főisten                |
| 2.                             | Teiseba                        |                                | 6                              | 12                                                                                          | időjárás- és viharisten                         |
| 3.                             | Sivini                         |                                | 4                              | 8                                                                                           | napisten Kumeniből                              |
| 4.                             | Khutuini                       |                                | 2                              | 4                                                                                           | a háború(?) és a győzelem(?) istene             |
| 5.                             | Turani                         |                                | 1                              | 2                                                                                           | Teiseba és Khuba fia                            |
| 6.                             | Ua                             |                                | 2                              | 4                                                                                           |                                                 |
| 7.                             | Nalaini                        |                                | 2                              | 4                                                                                           |                                                 |
| 8.                             | Sebitu                         |                                | 2                              | 4                                                                                           |                                                 |
| 9.                             | Arszimela                      |                                | 2                              | 4                                                                                           |                                                 |
| 10.                            | Anapsa                         |                                | 1                              | 2                                                                                           |                                                 |
| 11.                            | Diduaini                       |                                | 1                              | 2                                                                                           | valamilyen állattenyésztéssel kapcsolatos isten |
| 12.                            | Selardi                        |                                | 1                              | 2                                                                                           | holdisten                                       |
| 13.                            | „Khaldi fegyvere”              |                                | 1                              | 2                                                                                           | Khaldi hiposztázisa                             |
| 14.                            | Arbini                         | 1                              | 2                              |                                                                                             |                                                 |
| 15.                            | Kuera                          | 1                              | 2                              | talán a kartvéliek Kuiria istenének átvétele                                                |                                                 |
| 16.                            | Elipri                         | 1                              | 2                              | Ellipi terület nevéhez hasonló, talán az ottani lakosság istene vagy jelképe                |                                                 |
| 17.                            | Taraini                        | 1                              | 2                              |                                                                                             |                                                 |
| 18.                            | Adaruta                        | 1                              | 2                              |                                                                                             |                                                 |
| 19.                            | Irmusini                       | 1                              | 2                              |                                                                                             |                                                 |
| 20.                            | Ilu aluše uruliliue šiuali     | 1                              | 2                              | ismeretlen jelentésű sor                                                                    |                                                 |
| 21.                            | Alaptusini                     | 1                              | 2                              |                                                                                             |                                                 |
| 22.                            | Erina                          | 1                              | 2                              |                                                                                             |                                                 |
| 23.                            | Sirini                         | 1                              | 2                              |                                                                                             |                                                 |
| 24.                            | Unina                          | 1                              | 2                              |                                                                                             |                                                 |
| 25.                            | Airaini                        | 1                              | 2                              | a barlangok istene                                                                          |                                                 |
| 26.                            | Zuzumaru                       | 1                              | 2                              |                                                                                             |                                                 |
| 27.                            | Khara                          | 1                              | 2                              | az utak istene                                                                              |                                                 |
| 28.                            | Araza                          | 1                              | 2                              |                                                                                             |                                                 |
| 29.                            | Ziukuni                        | 1                              | 2                              |                                                                                             |                                                 |
| 30.                            | Ura                            | 1                              | 2                              |                                                                                             |                                                 |
| 31.                            | Arzibedini                     | 1                              | 2                              |                                                                                             |                                                 |
| 32.                            | Arni                           | 1                              | 2                              | a hegyek istene                                                                             |                                                 |
| 33.                            | Iniriasie Khaldi               | 1                              | 2                              | Khaldi hiposztázisai, a név „Khaldi valamije”                                               |                                                 |
| 34.                            | Alszuisie Khaldi               | 1                              | 2                              | Khaldi hiposztázisai, a név „Khaldi valamije”                                               |                                                 |
| 35.                            | Dirusie Khaldi                 | 1                              | 2                              | Khaldi hiposztázisai, a név „Khaldi valamije”                                               |                                                 |
| 36.                            | „Khaldi serege”                | 2                              | 4                              | Khaldi hiposztázisai, a név „Khaldi valamije”                                               |                                                 |
| 37.                            | „Teiseba serege”               | 2                              | 4                              | Teiseba hiposztázisa                                                                        |                                                 |
| 38.                            | Artukharaszau                  | 2                              | 34                             |                                                                                             |                                                 |
| 39.                            | „Ardini istene”                | 1                              | 2                              | Ardini – Muszaszir fővárosaként – Khaldi kultuszának központja, így az ő egyik alakja lehet |                                                 |
| 40.                            | „Kumeni istene”                | 1                              | 2                              | Kumeni helyi istene Teiseba volt, így az ő egyik alakja lehet                               |                                                 |
| 41.                            | „Tuspa istene”                 | 1                              | 2                              |                                                                                             |                                                 |
| 42.                            | „Khalitu istene”               | 1                              | 2                              |                                                                                             |                                                 |
| 43.                            | „Arzuniuini istene”            | 1                              | 2                              |                                                                                             |                                                 |
| 44.                            | Dasie Khaldi                   | 1                              | 2                              | Khaldi hiposztázisa                                                                         |                                                 |
| 45.                            | Suba                           | 1                              | 2                              |                                                                                             |                                                 |
| 46.                            | „Khaldi kapuja”                | 1                              | 2                              | „istenkapu”-szentélyek nevei                                                                |                                                 |
| 47.                            | „Teiseba kapuja Eridiában”     | 1                              | 2                              | „istenkapu”-szentélyek nevei                                                                |                                                 |
| 48.                            | „Sivini kapuja Uisiniben”      | 1                              | 2                              | „istenkapu”-szentélyek nevei                                                                |                                                 |
| 49.                            | Eliakha                        | 1                              | 2                              |                                                                                             |                                                 |
| 50.                            | Arnie Khaldi                   | 1                              | 2                              | Khaldi hiposztázisa                                                                         |                                                 |
| 51.                            | Asmasie Khaldi                 | 1                              | 2                              | Khaldi hiposztázisa                                                                         |                                                 |
| 52.                            | „Khaldi végzete”               | 1                              | 2                              |                                                                                             |                                                 |
| 53.                            | Talapura                       | 1                              | 2                              |                                                                                             |                                                 |
| 54.                            | Kilibani                       | 1                              | 2                              | talán Ruszahinili istene                                                                    |                                                 |
| 55.                            | Ebani                          | 1                              | 2                              | a földek istene                                                                             |                                                 |
| 56.                            | „Határisten”                   | 1                              | 2                              | hegyek?                                                                                     |                                                 |
| 57.                            | Szuinina                       | 1                              | 2                              | a vizek istene                                                                              |                                                 |
| 58.                            | „az istenek »atkhananau«-ja”   | 2                              | 14                             |                                                                                             |                                                 |
| 59.                            | „… isten”                      | 2                              | 14                             |                                                                                             |                                                 |
| 60.                            | Ilani Gamruti                  | 4                              | 18                             |                                                                                             |                                                 |
| 61.                            | Nirible Khaldi                 |                                | 4                              | Khaldi hiposztázisa                                                                         |                                                 |
| 62.                            | „Nisi kapui”                   |                                | 2                              |                                                                                             |                                                 |
| 63.                            | Babania                        |                                | 10                             | hegyvidéki ország istene                                                                    |                                                 |
| 64.                            | Arubaini                       |                                | 1                              | 1                                                                                           | Khaldi felesége                                 |
| 65.                            | Khuba                          |                                | 1                              | 1                                                                                           | Teiseba felesége, vö. Tessub felesége Hebat     |
| 66.                            | Tuspuea                        | 1                              | 1                              | Sivini felesége                                                                             |                                                 |
| 67.                            | Aui                            | 1                              |                                |                                                                                             |                                                 |
| 68.                            | Aia                            | 1                              |                                |                                                                                             |                                                 |
| 69.                            | Szardi                         | 1                              |                                | Istárral lehet azonos                                                                       |                                                 |
| 70.                            | Tszinuardi                     |                                | 2                              | Istárral lehet azonos                                                                       |                                                 |
| 71.                            | Ipkhari                        |                                | 2                              |                                                                                             |                                                 |
| 72.                            | Barzia                         |                                | 1                              |                                                                                             |                                                 |
| 73.                            | Szilia                         |                                | 1                              |                                                                                             |                                                 |
| 74.                            | Arkha                          |                                | 1                              |                                                                                             |                                                 |
| 75.                            | Adia                           |                                | 1                              |                                                                                             |                                                 |
| 76.                            | Uia                            |                                | 1                              |                                                                                             |                                                 |
| 77.                            | Ainau                          |                                | 4                              |                                                                                             |                                                 |
| 78.                            | Ardi                           |                                | 2                              | Ardini város védnöke lehet                                                                  |                                                 |
| 79.                            | Inuanau                        |                                | 17                             |                                                                                             |                                                 |

## Urartui nyelv és írás

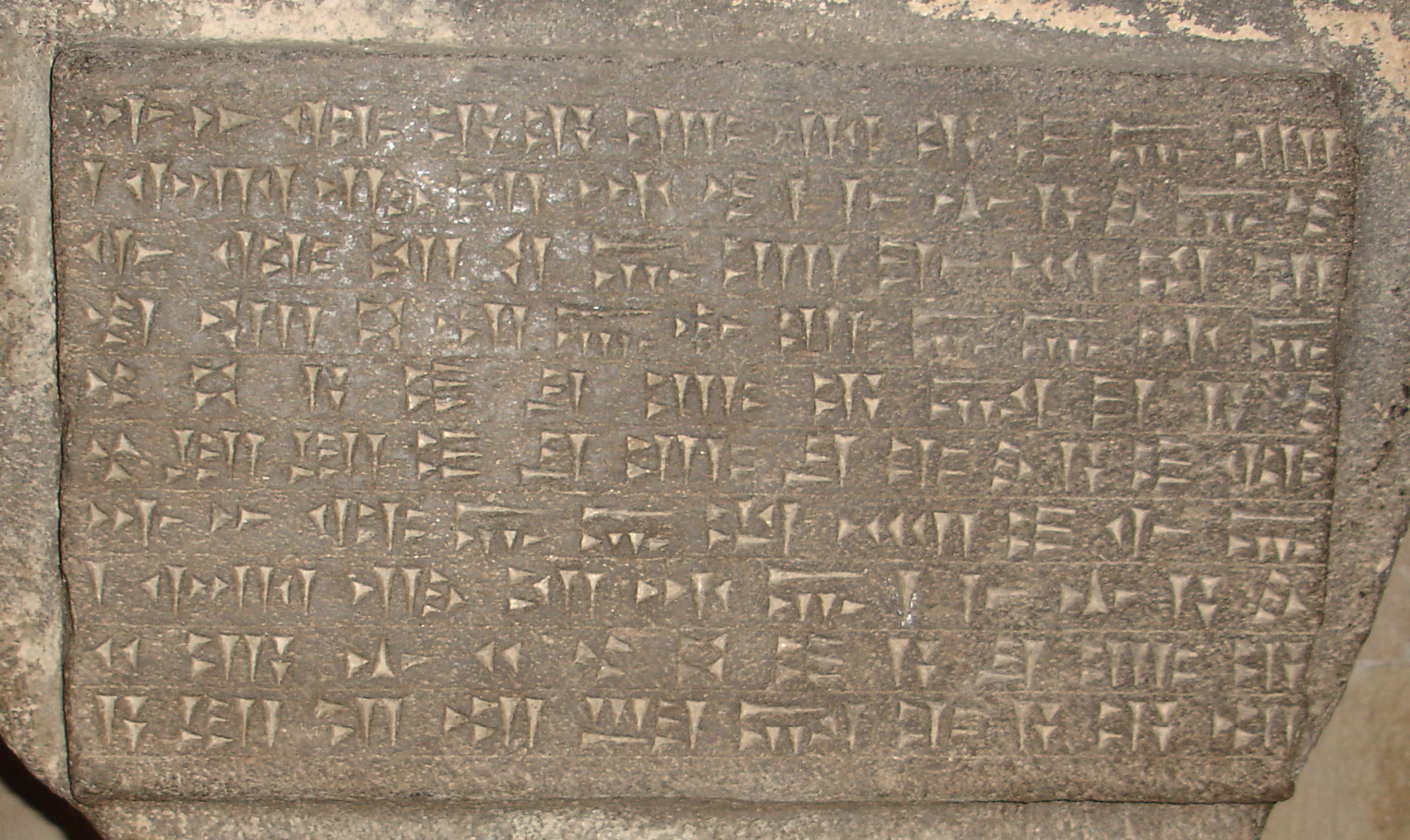
I. Argisti felirata Erebuniból

Az urartui népesség nagy valószínűséggel kevert volt, amit jól mutat, hogy kezdetben az akkád volt a hivatalos nyelv. Ennek oka vélhetően az volt, hogy Muszaszirban már az i. e. 11–10. század fordulóján terjedni kezdett az ékírás asszír változata. Később a saját urartui nyelvüket továbbra is ékírással jegyezték le, de a saját képírásos rendszerük sem halt ki teljesen. Az urartui nyelv a Van-tó és a Nagy-Záb felső folyásának vidékén beszélt dialektus, a hurro-urartui nyelvek önálló tagja. Nyelvemlékei csak az i. e. 9. század végétől az i. e. 7. század végéig terjednek az időben. Ez annak köszönhető, hogy ekkor már nem az akkád nyelv újasszír nyelvjárását használták felirataik elkészítésére, hanem saját nyelvükön írtak. Az írásrendszer átalakult az asszír ékírás alapján – eredetileg a luvihoz hasonló képírásuk volt –, ezért viszonylag könnyen olvasható, de a saját nyelvi sajátosságaikat figyelembe véve kissé módosítottak rajta, ezért az értelmezés sokszor bizonytalan. A rendelkezésre álló szöveganyag viszonylag gyér, valamivel több, mint kétszáz dokumentum került elő eddig – köztük egy akkád–urartui kétnyelvű felirat is –, vegyesen agyagtáblák és epigrafikus emlékek.
Több mint 500 emléktábla is ismert, ezek azonban állandó szófordulatokat és fogalmazásokat tartalmaznak, ezért nem sokat adnak hozzá a nyelv ismeretéhez. A fonológia, szemantika és szintaxis erősen bizonytalan, csak a lexikális részében egyértelmű. Ez azonban nagyon kis mennyiség, például alig 100 azonosított főnevet tartalmaznak a szövegek. Az azonos urartui szövegek különböző fordításai mindezek miatt jelentősen eltérhetnek egymástól. Hangjelölő, sőt kifejezetten ábécé jellegű – mivel a szótagjelekből legtöbbször csak az egyik hangot ejtették, illetve egy kiejtett hang írására alkalmazták a szótagjelet – írásrendszert alakítottak ki, néhány mellékjellel kombinálva.
Az Urmia keleti és déli partján valószínűleg szintén az urartui nyelvet beszélték, vagy annak valamilyen nyelvjárását. Ez Mana királyság területe, így a médek nyelvére vonatkozó információkat rejt, amely nyelvről egyébként igen kevés, többnyire az óperzsában fennmaradó ismeretünk van. A méd törzsek nevei és a személyneveik elemei közel állnak az urartuiakhoz. Az urartui nyelv is egyre nagyobb mértékben vett át iráni szavakat, határozott iranizáció figyelhető meg i. e. 600-ig.

## További irodalom
- Kádár István: Urartu emlékek Memorabilia Püski, Budapest, 1993